# Culture de Madagascar

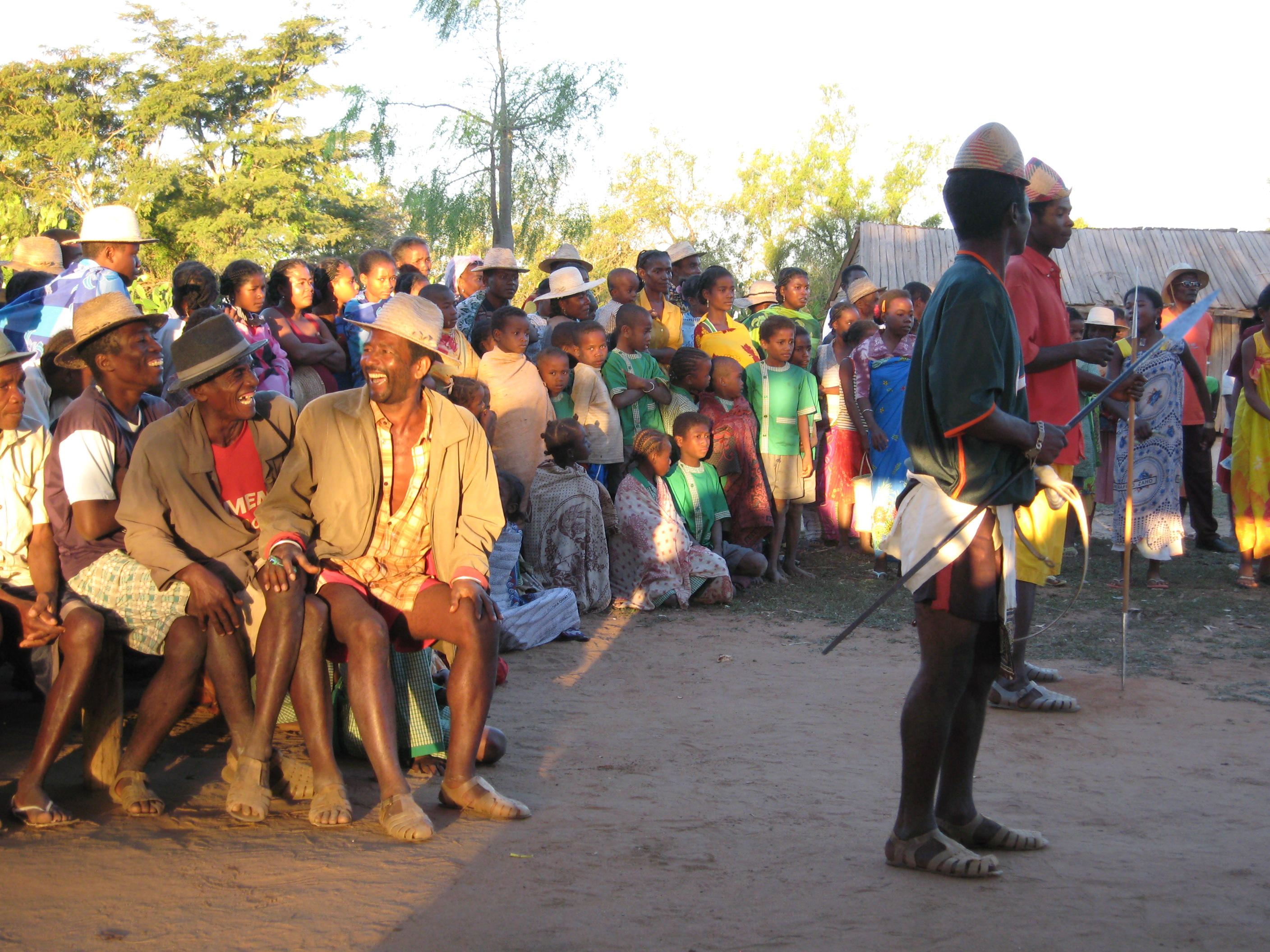
Danse traditionnelle Antandroy.

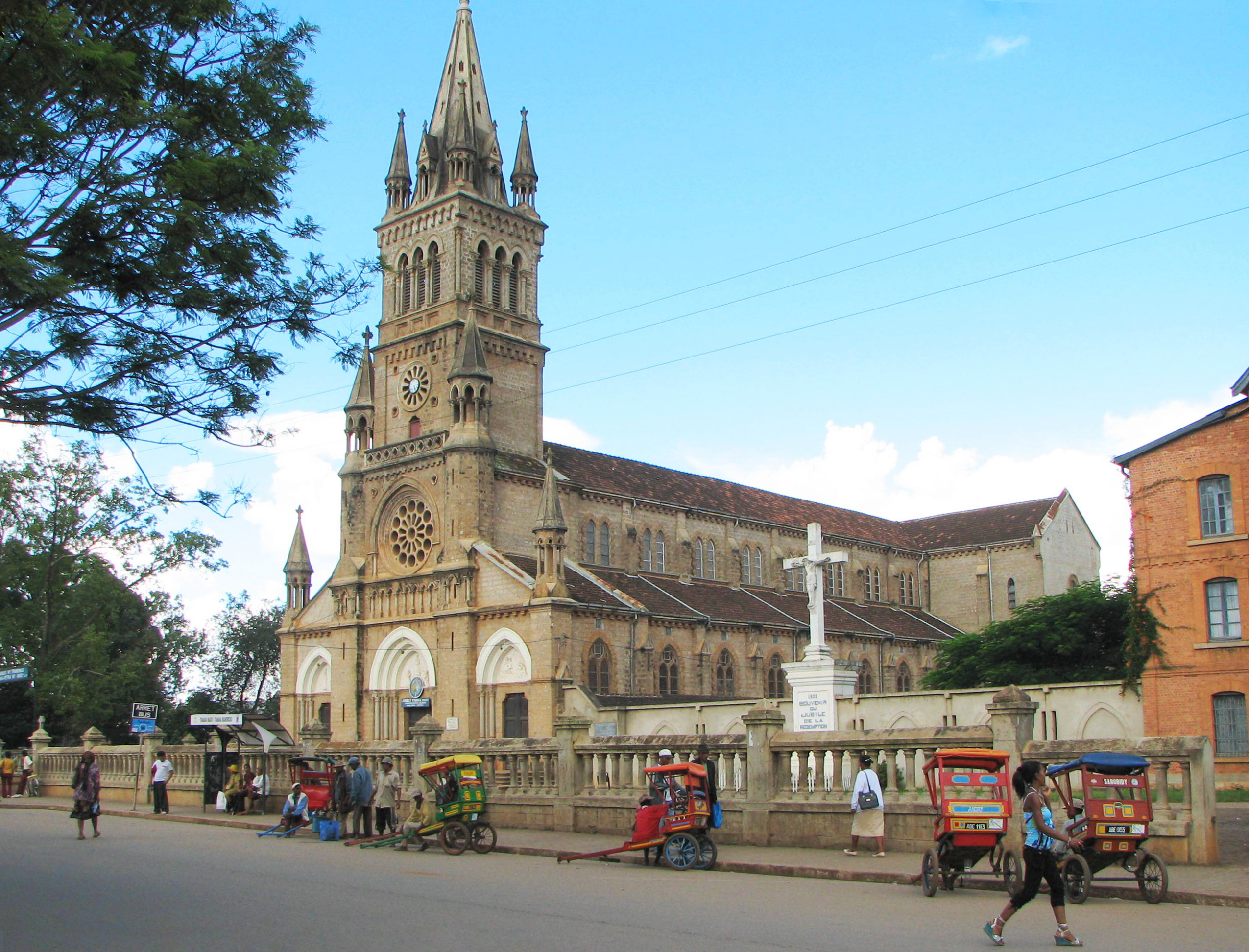
La cathédrale d'Antsirabe.

La culture de Madagascar, est vraiment vaste le pays insulaire situé dans l'océan Indien et membre de l'Union africaine, désigne d'abord les pratiques culturelles observables de ses 28 millions d'habitants. Cette culture reflète les différentes vagues de populations à l'origine du peuplement de l'Ile que ce soit en provenance de l'Asie, de l'Afrique, de la France lors de la colonisation ou de la culture arabe.

## Langue(s)
- Malgache
- Langues à Madagascar
- Langues de Madagascar
- Groupes ethniques à Madagascar
- Diaspora malgache en France[2],[3]

## Influences culturelles
Le peuple malgache est issu d'un vaste mélange  tant humain que culturelles. Cela est dû aux différentes origines du peuplement de l'île de Madagascar depuis des siècles déjà. Ainsi en fonction des régions, on voit se manifester différentes cultures. À Antananarivo, la capitale de l'ile, on ressent plus d'influence culturelle française et asiatique, tandis que dans certaines zones côtières on ressent plus d'influence africaine et arabe.

## Traditions
Le « Fady » peut se traduire par tabou. Ainsi l'autorité de « Razana » (l'ancêtre divinisé) est dictée à travers des ordres qui s'accompagnent de « fady ». Enfreindre un fady équivaut à se rendre coupable envers les ancêtres. De ce fait, une complexité et une diversité importantes d'interdits se créent en fonction de chaque personne selon son sexe, son appartenance familiale ou communautaire. Mais également selon le lieu (espace) et la période (le temps). Par exemple une personne peut être soumise à un fady communautaire (ne pas manger de porc), un fady temporel (ne pas travailler un mardi), ainsi qu'à un fady géographique (interdisant de transporter telle matière sur une rivière ou parler devant un endroit précis).
Différentes traditions issues des différentes cultures ont influencé les modes de vie malgaches tels que la circoncision des hommes par exemple.

### Religion(s)
- Religion à Madagascar, Religions de Madagascar
- Religion pré-chrétienneCérémonie du Famadihana ou retournement des morts.
  - Culte des ancêtres, Famadihana

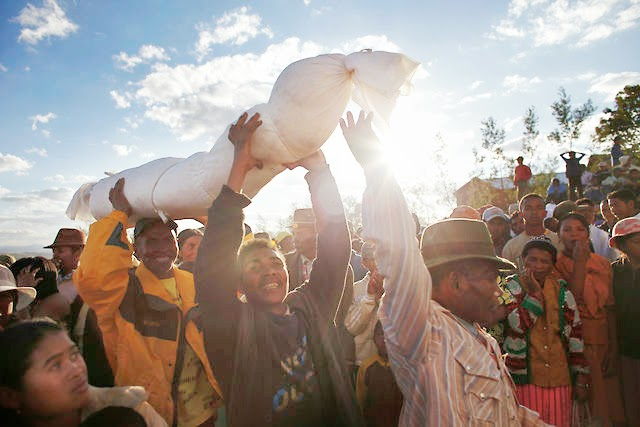
Cérémonie du Famadihana ou retournement des morts.

  - Andriamanitra, Sampy (amulettes en religion ethnique)
- Catholicisme à Madagascar,
  - Église de Jésus-Christ à Madagascar,
  - Église luthérienne malgache, Église de la Province de l'océan Indien (anglicane), Église de Jésus-Christ des saints des derniers jours, à Madagascar (en), Association baptiste évangélique à Madagascar (en),
  - Orthodoxie à Madagascar (en),
- Spiritualités minoritaires
  - Islam à Madagascar
  - Migrations juives à Madagascar, Plan Madagascar (1940)
  - Hindouisme à Madagascar (en)
  - Foi Baha'ie à Madagascar (en)
- Religions traditionnelles africaines, Animisme, Fétichisme, Esprit tutélaire, Mythologies africaines
- Religion en Afrique, Christianisme en Afrique, Islam en Afrique
- Anthropologie religieuse

### Symboles

drapeau de Madagascar.

- Drapeau de Madagascar, Emblème de Madagascar,
- Hymne national (depuis 1958) :Ry Tanindrazanay malala ô,
- Devise nationale : Fitiavana, Tanindrazana, Fandrosoana (Amour, Patrie, Progrès),
- Arbre national : Adansonia (baobab),
- Saint patron : Vincent de Paul.

### Folklore et mythologie
- Andriamanitra le créateur[5],[6]
- Fady, tabou
- Hasina (en), concept malgache de sainteté,
- Mythologie malgache (en)
- Douze collines sacrées d'Imerina

### Pratiques
- Andriamanitra
- Fandroana, fête du bain sacré
- Fangalana, collecte pour le mort

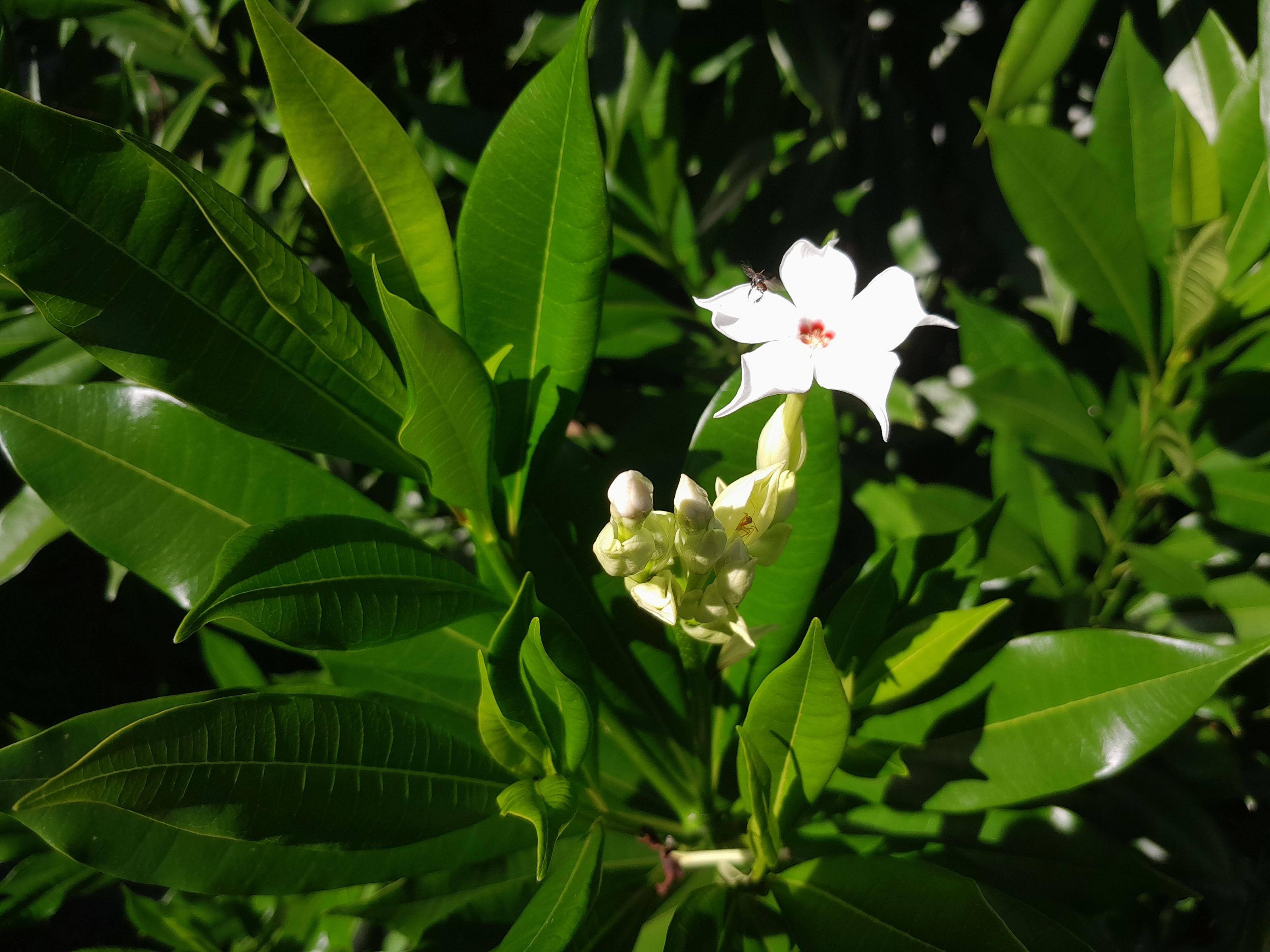
Inflorescence de Cerbera manghas connus sous le nom vernaculaire de tangena.

- Fihavanana, lien social spécifique,
- Fitampoha, cérémonie, bain des reliques
- Ombiasy, Mpanandro, Mpamosavy : praticiens de l'occultisme
- Tombeau d' Andriampakatro surmonté d'un " Tranomanara "Tranomanara

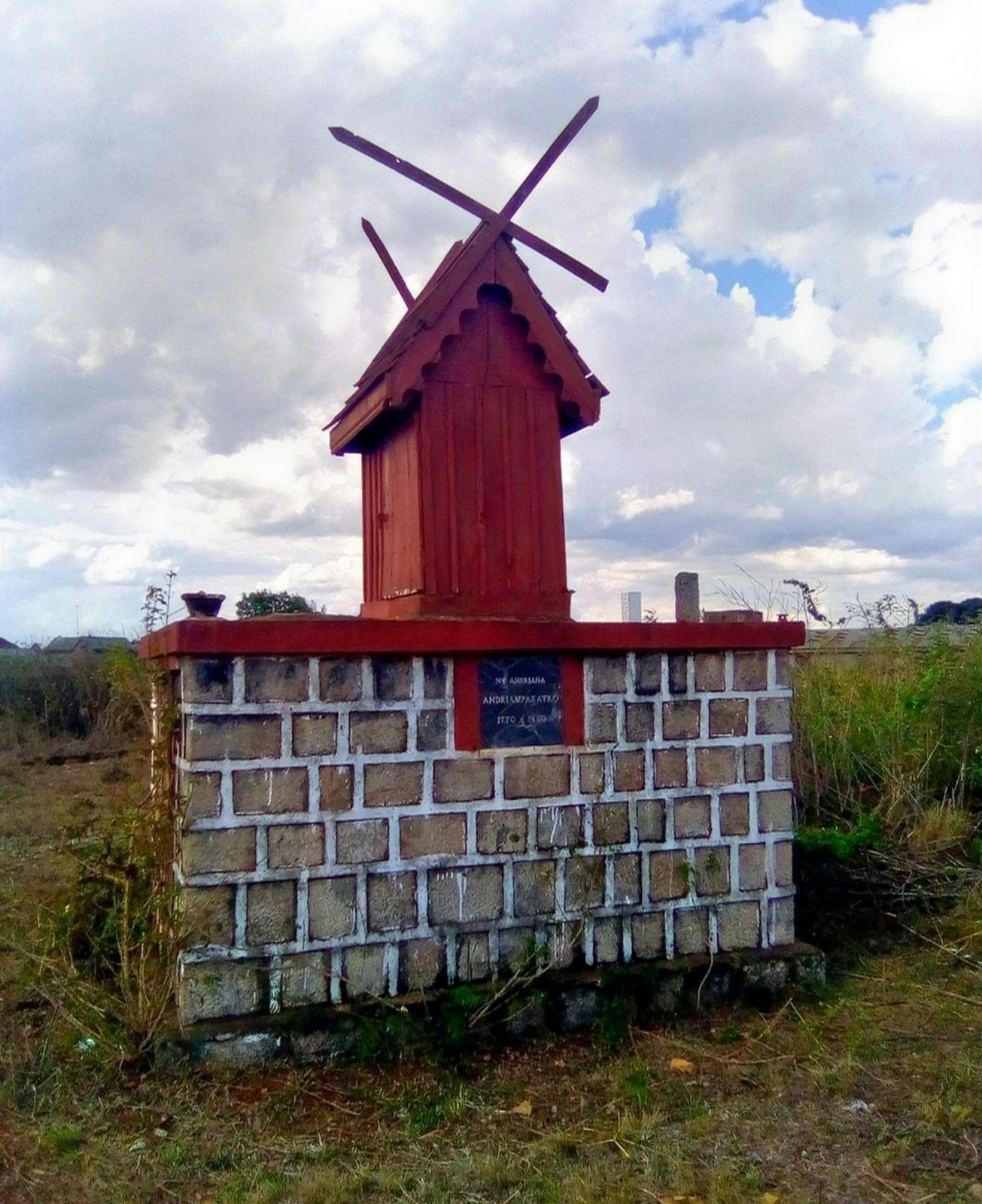
Tombeau d' Andriampakatro surmonté d'un " Tranomanara "

- Tangena ou Faux manguier ou Cerbera manghas, arbre à noix toxiques, utilisé(es) pour divers types de jugement ou ordalie

## Famille
- Jeunesse à Madagascar
- Naissance dans la colonie de Madagascar et dépendances

### Noms
- Liste de prénoms malgaches

Les noms malgaches sont réputés longs.

### Mariage
- Mariage, union, partenariat à Madagascar
- Genre à Madagascar
- Femmes à Madagascar
- Sexualité à Madagascar
- Adoption à Madagascar
- Familles malgaches
- Mandrorona, mésalliance

### Décès

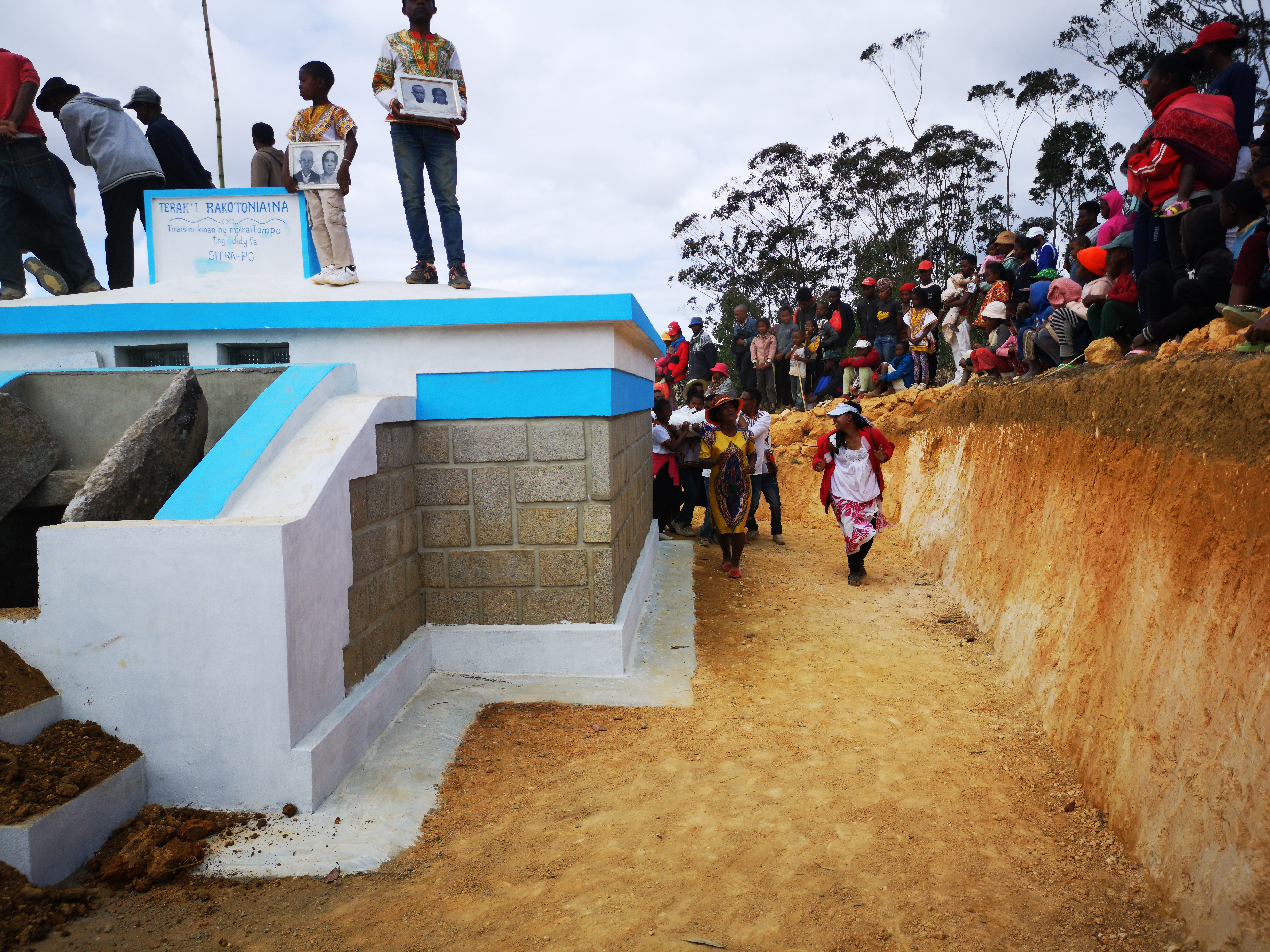
Emeline RAHOLIARISOA danse autour d'un tombeau pendant une cérémonie de famadihana. Scène du film "Madagascar, mon île dans les mers."

- Vieillesse à Madagascar
- Mort à Madagascar
- Funérailles à Madagascar
- Famadihana

## Société

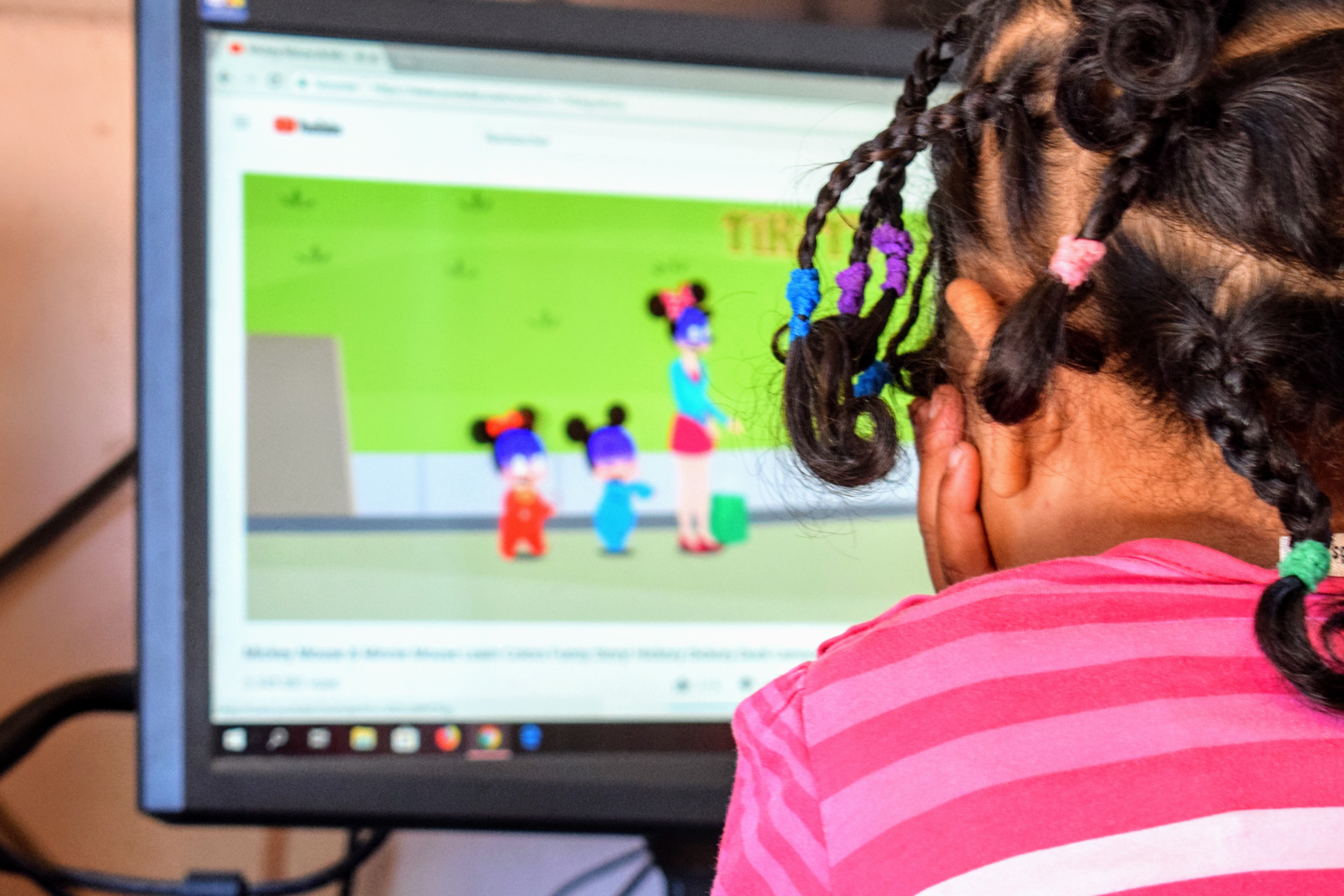
Des enfants d'aujourd'hui fascinés par les écrans.

- Diaspora malgache, diaspora malgache en France
- Immigrants à Madagascar
- Expatriés à Madagascar
- Malgaches par origine ethnique ou nationale
- Listes de Malgaches
- Fihavanana, lien social, par respect de soi et de l'autre
- Vazahas
- Sinoas
- Karanes

### Fêtes
- Jours fériés à Madagascar (en)

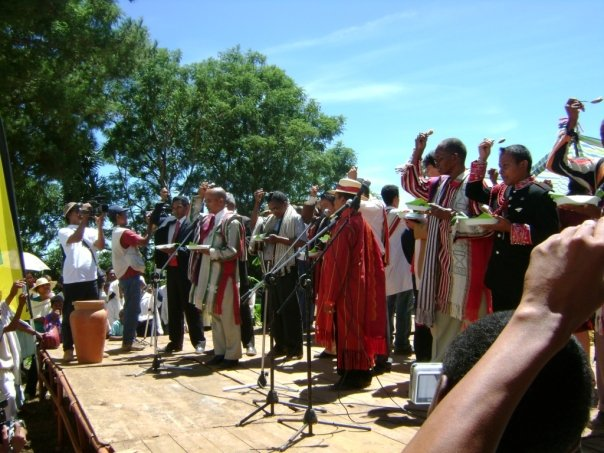
Célébration du nouvel an Malgache par la pratique du Tatao, mars 2009 à Ambohidrabiby.

- Fêtes malgaches[8]
- Nouvel an malgache[9]

| Date                                            | Nom français                                         | Nom local                         | Remarques |
| ----------------------------------------------- | ---------------------------------------------------- | --------------------------------- | --- |
| 1er janvier                                     | Jour de l'an                                         | Taom-baovao                       | Le premier jour de la nouvelle année est férié à Madagascar. |
| Lundi suivant le Pâques                         | Lundi de Pâques                                      | Alatsinain'ny Paska               | Pâques est le premier dimanche qui suit la première pleine lune de printemps. |
| 29 mars                                         | Commémoration des martyrs de l'insurrection de 1947. | Martioran'ny tolona tamin'ny 1947 | Commémoration des martyrs de l'insurrection qui a débuté le 27 mars 1947 et noyée dans le sang par l'armée coloniale française : 90 000 morts selon le commandant des troupes françaises de l'époque (Général Garbay). |
| 1er mai                                         | Fête du Travail                                      | Fetin'ny asa                      | Traditionnellement le jour de nombreuses manifestations syndicales et politiques à Madagascar |
| 25 mai                                          | Jour de l'Afrique                                    | Andron'i Afrika                   | Anciennement Commémoration de la création de l'Organisation de l'unité africaine (OUA) 25 mai 1963, qui est remplacée par l'Union Africaine (UA) depuis le 9 juillet 2002.                                             |
| Jeudi 40 jours après Pâques                     | Ascension                                            | Andro niakarana                   | Jésus, ayant rassemblé ses disciples, rejoint son Père aux cieux. |
| Lundi suivant le septième dimanche après Pâques | Lundi de Pentecôte                                   | Alatsinain'ny Pentekosta          | Descente du Saint-Esprit parmi les apôtres. |
| 26 juin                                         | Fête nationale                                       | Fetim-pirenena                    | Commémoration de la signature de l'acte d'Indépendance de l'île, de la colonisation française, le 26 juin 1960. |
| 15 août                                         | Assomption                                           | Asompsiona                        | Transport au ciel de la Vierge Marie. |
| 1er novembre                                    | Toussaint                                            | Fetin'ny olo-masina               | Fête de tous les saints. |
| 25 décembre                                     | Noël                                                 | Krismasy / Noely                  | Naissance de Jésus-Christ. |

### Divers
- Catégorie:Société malgache
- Hova, gens du commun
- Andevo, esclaves (mpanompo, serviteur)
- Andriana, noblesse
- Hasina, sacré
- Fady, tabou

### Droit
- Criminalité à Madagascar
- Corruption à Madagascar
- Racisme à Madagascar[10],[11]
- Droits de l'homme à Madagascar
- Human trafficking in Madagascar (en)
- Droits LGBT à Madagascar
- Condition des femmes à Madagascar
- Prostitution à Madagascar (en)
- Rapport Madagascar 2016-2017 dAmnesty International
- Exploitation forestière illégale à Madagascar

En 2012, un rapport de l'ONU pointe des formes d'esclavage contemporain à Madagascar (en) : servitude domestique et travail forcé.
En 2019, la situation des droits humains à Madagascar n'est guère satisfaisante,,,,,.

### Éducation

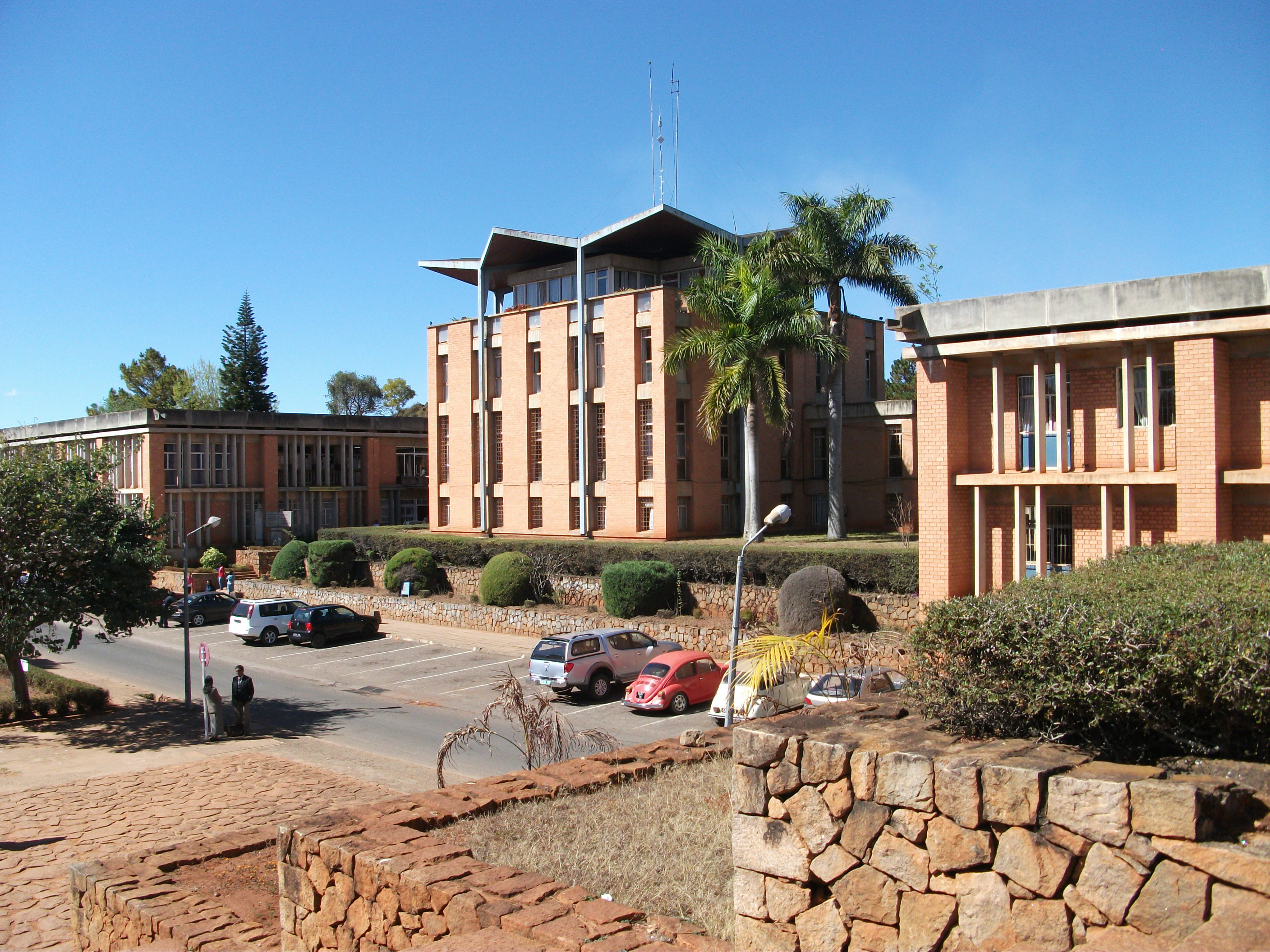
Université d'Antananarivo

- Université d'AntananarivoÉducation à Madagascar, Catégorie:Enseignement à Madagascar, Éducation à Madagascar
- Liste des universités à Madagascar (en)
- Science et technologie à Madagascar, Catégorie:Science à Madagascar
- Liste des pays par taux d'alphabétisation, Liste des pays par IDH,

### État
- Classement international de Madagascar (en)
- List of wars involving Madagascar (en)

## Arts de la table
- Utilisation du fatapera avec le charbon de bois et simplement du bois dans la cuisson.Fatapera, réchaud à charbon de bois

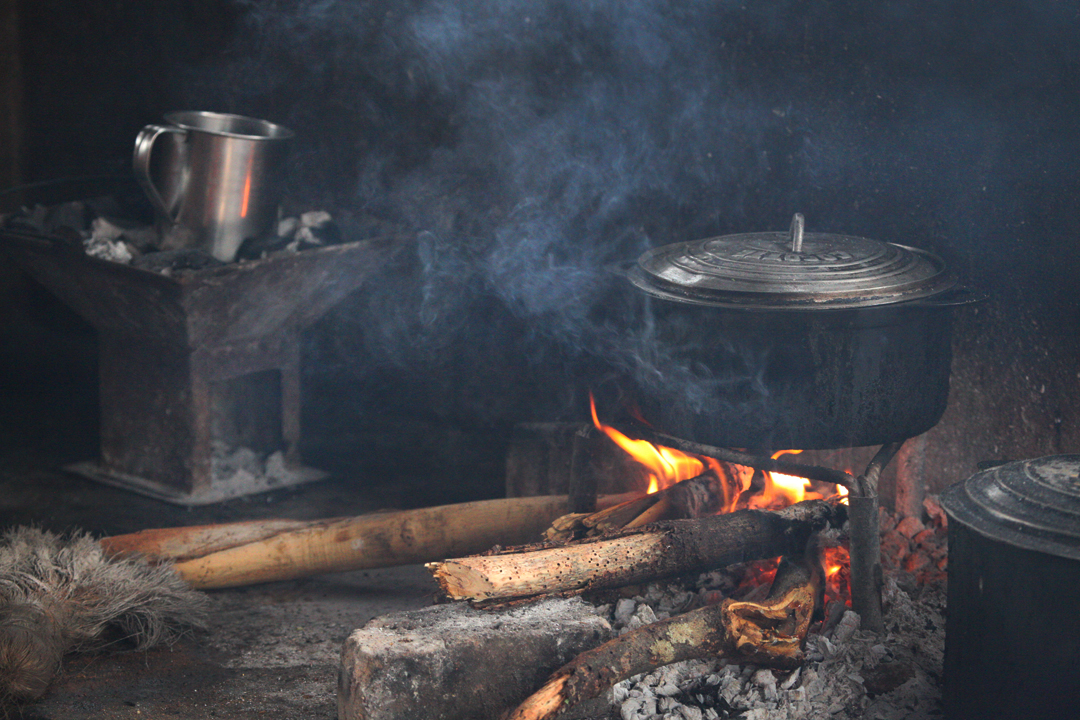
Utilisation du fatapera avec le charbon de bois et simplement du bois dans la cuisson.

- Liste de chaînes de supermarchés à Madagascar
- Food security in Madagascar

### Cuisine(s)

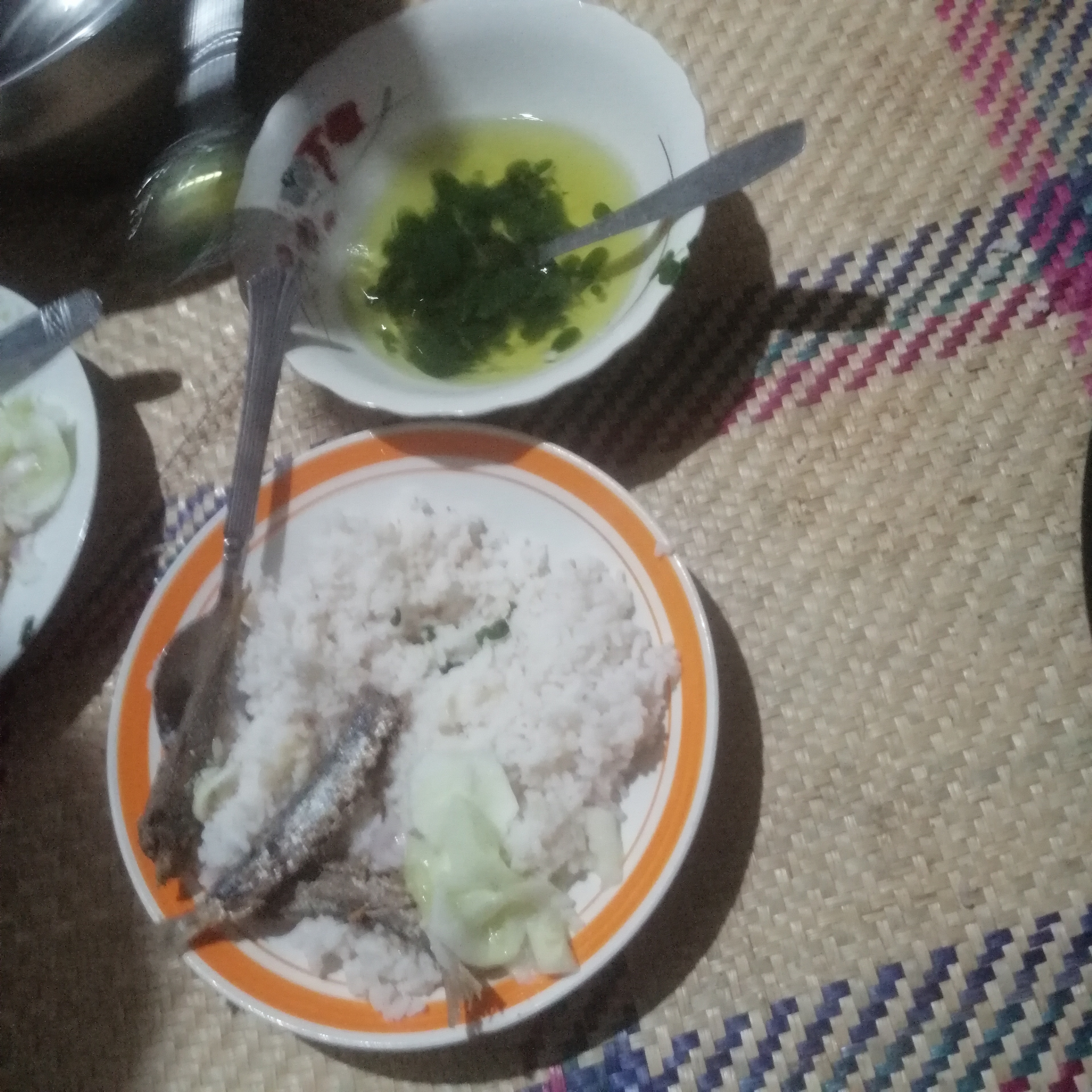
Vary (riz) avec sardine frit et romazava.

- Cuisine malgache, Catégorie:Gastronomie malgache
- RomazavaVary (riz) avec sardine frit et romazava.

### Boisson(s)
- Boissons malgaches
- Catégorie:Bière malgache
- Three Horses Beer

## Santé

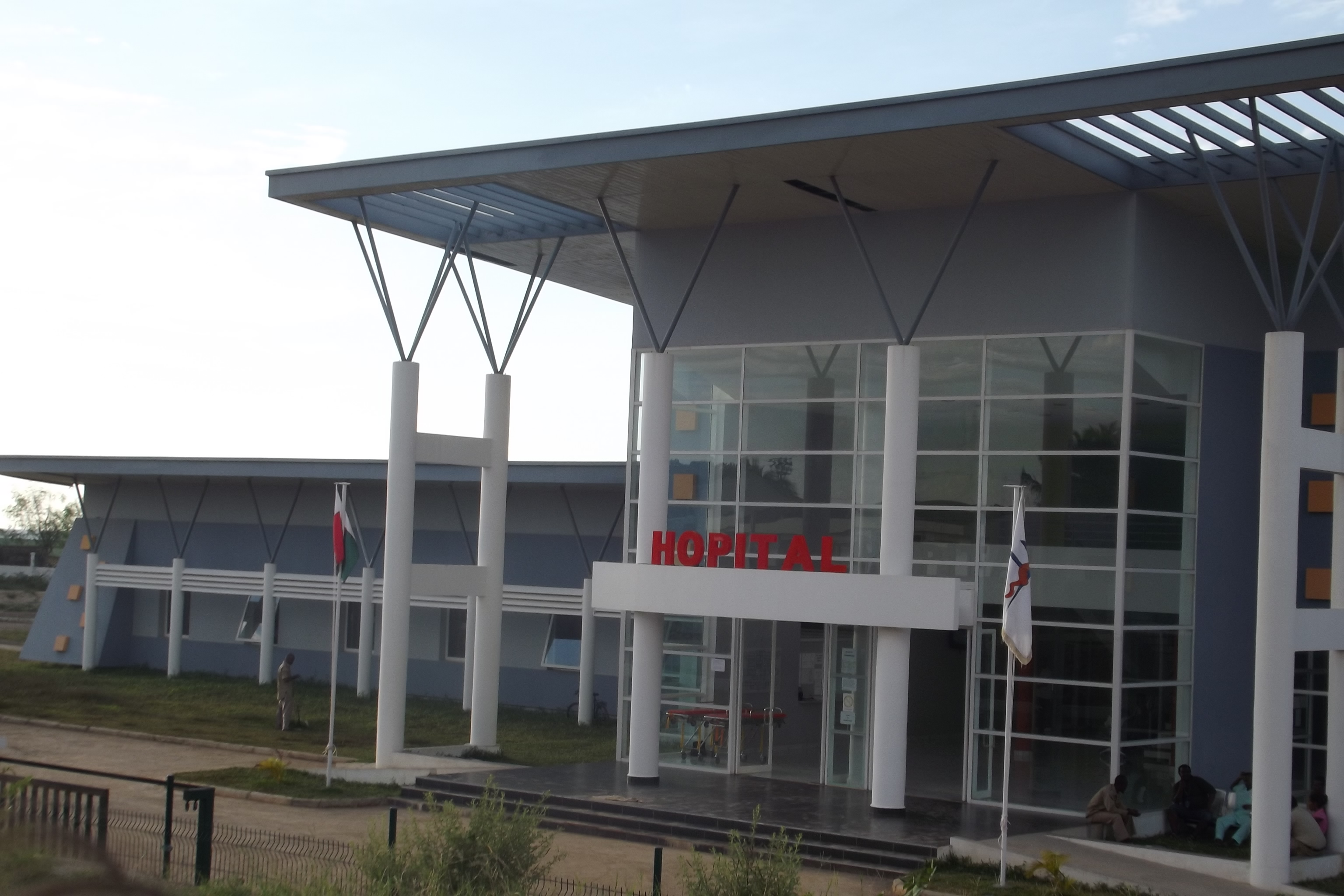
Nouvel hôpital de Mahajanga appartenant à la série des établissements hospitaliers "Manaram Penitra" décidés par la présidence de la Transition, et inauguré en 2013.

- Santé, Santé publique, Protection sociale
- Liste des pays par taux de tabagisme, Liste des pays par taux de natalité, Liste des pays par taux de suicide
- Santé à Madagascar (rubriques)
- Cannabis à Madagascar
- Drogue à Madagascar
- Alcool à Madagascar

### Activités physiques
- Zumba

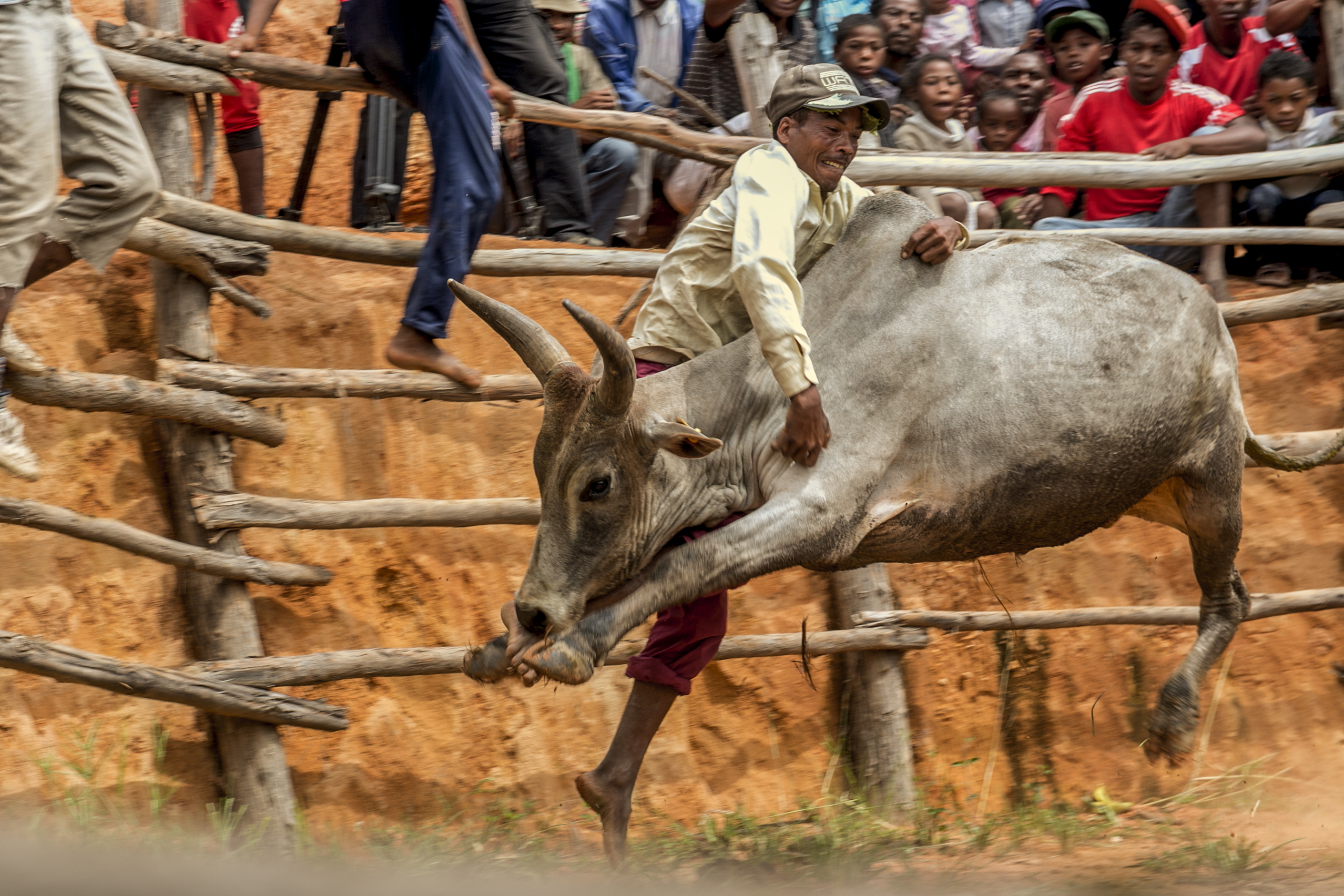
Savika.

- Savika[18],[19], ou tolon’omby, combat de l'homme contre le zébu, sans mise à mort, chez les Betsileos[20],[21]

### Jeux populaires
- Divertissement à Madagascar
- Jeux à Madagascar
- Katro
- Fanorona

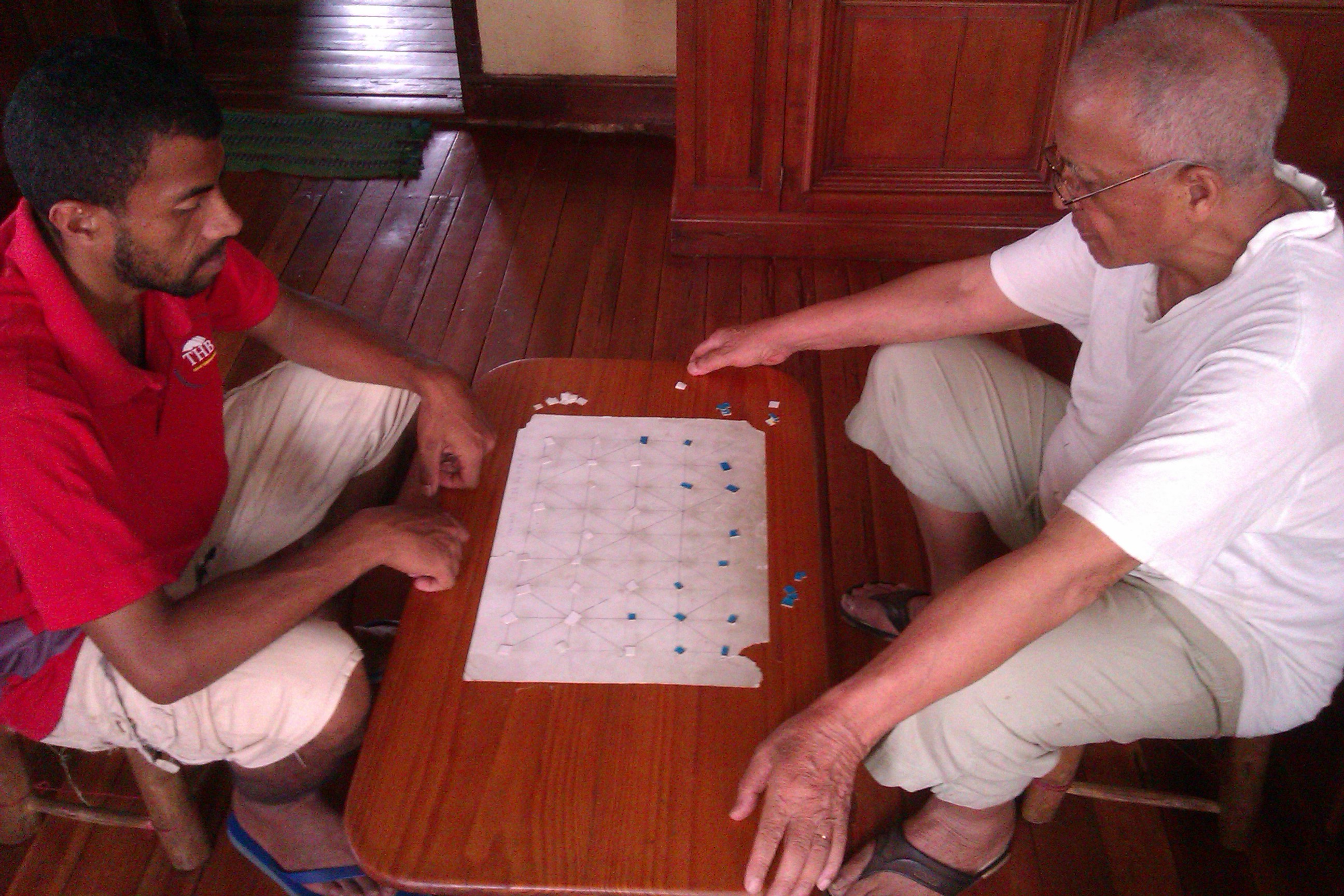
Fanorona.
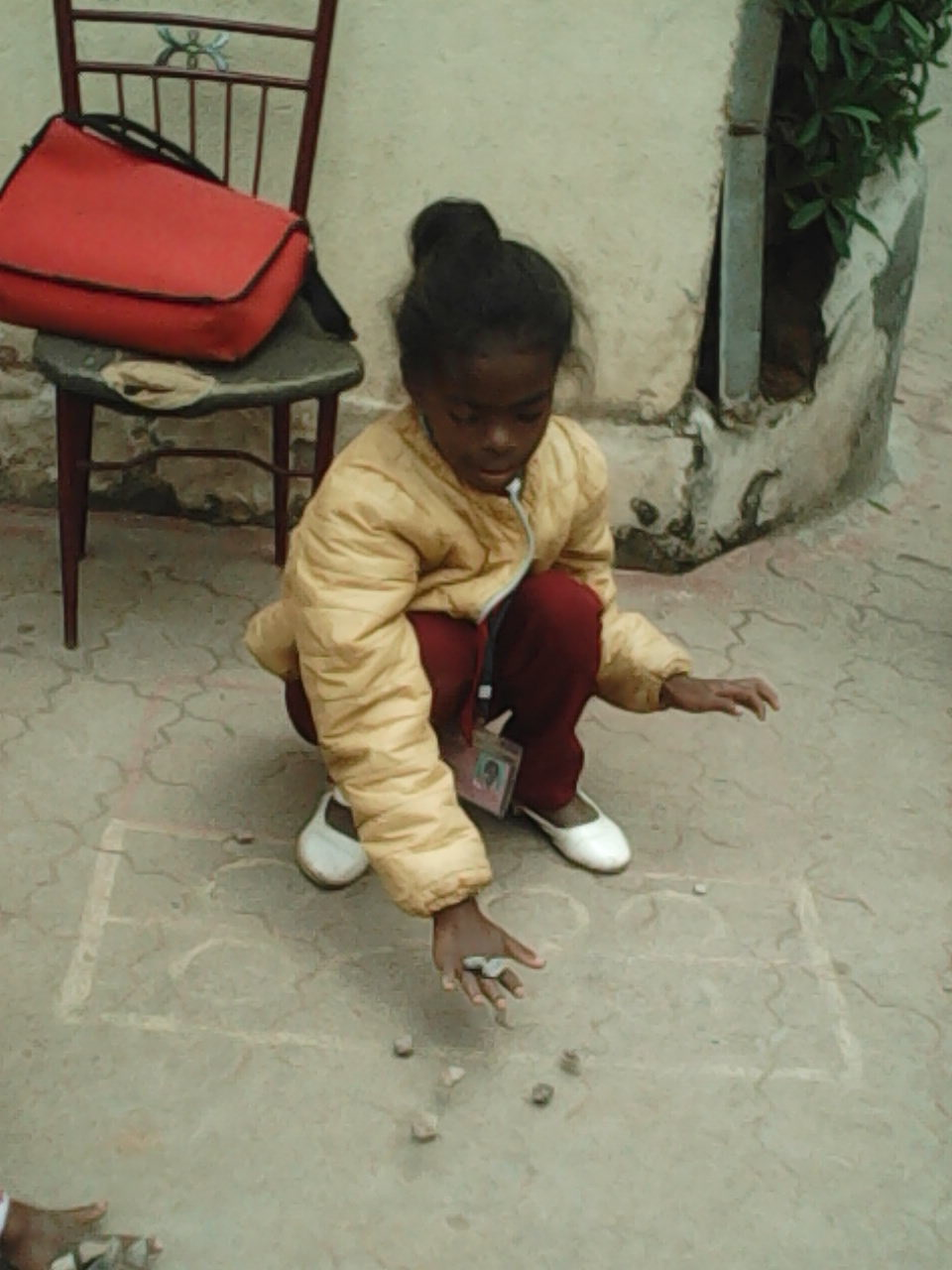
Tso-bato.
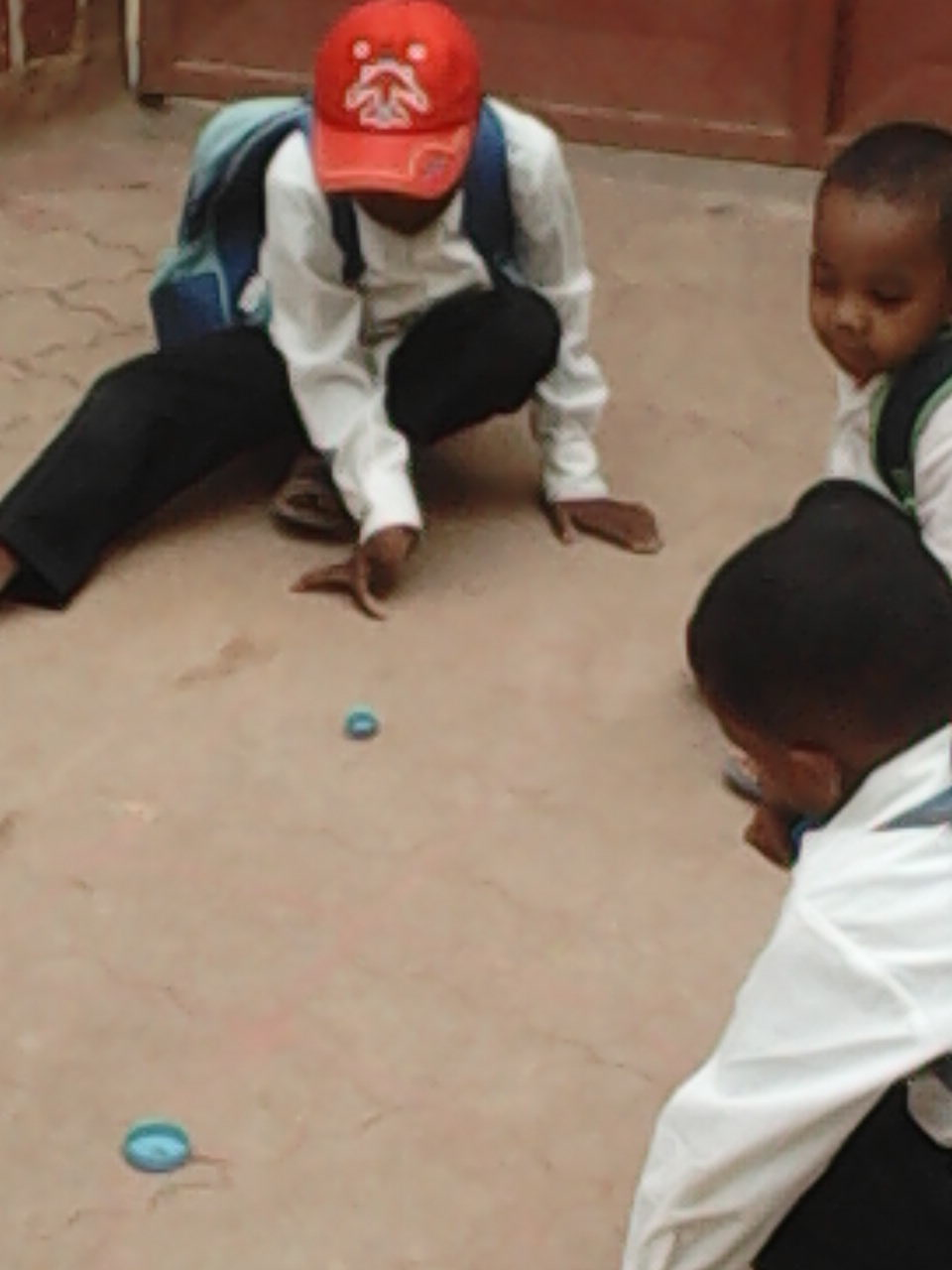
Kapsily.
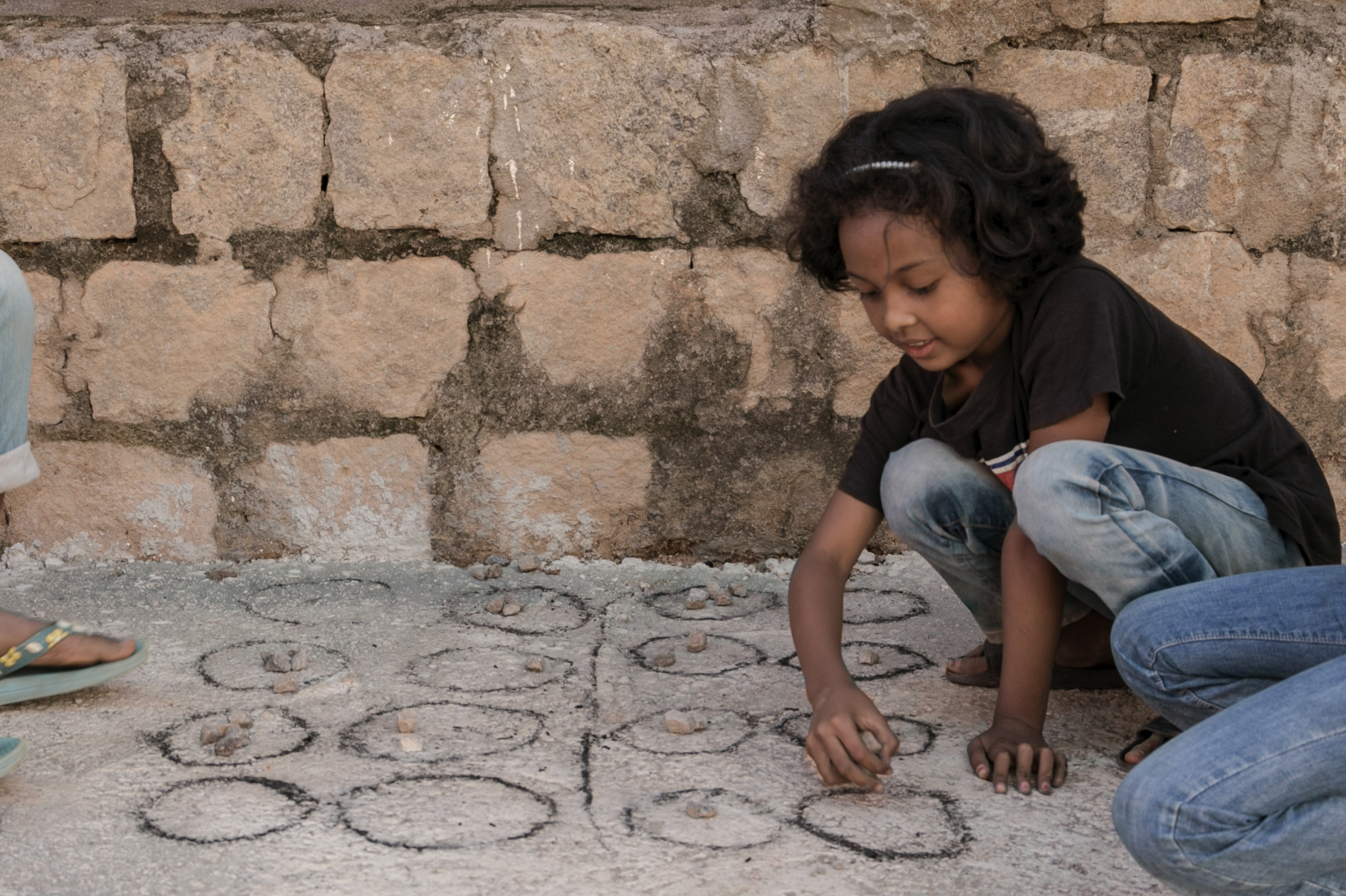
Katro.

### Sports
- Sport à Madagascar, Sport à Madagascar (rubriques)
- Sportifs malgaches, Sportives malgaches
- Compétitions sportives à Madagascar
- Madagascar aux Jeux olympiques
- Madagascar aux Jeux paralympiques
- Jeux de la francophonie
- Handisport à Madagascar
- Jeux africains ou Jeux panafricains, depuis 1965, tous les 4 ans (...2011-2015-2019...)

#### Arts martiaux
- Arts martiaux à Madagascar : Moringue ou moraingy[22],[23]
- Liste des luttes traditionnelles africaines par pays

## Artisanats
- Artisanat malgache[24]

### Textiles

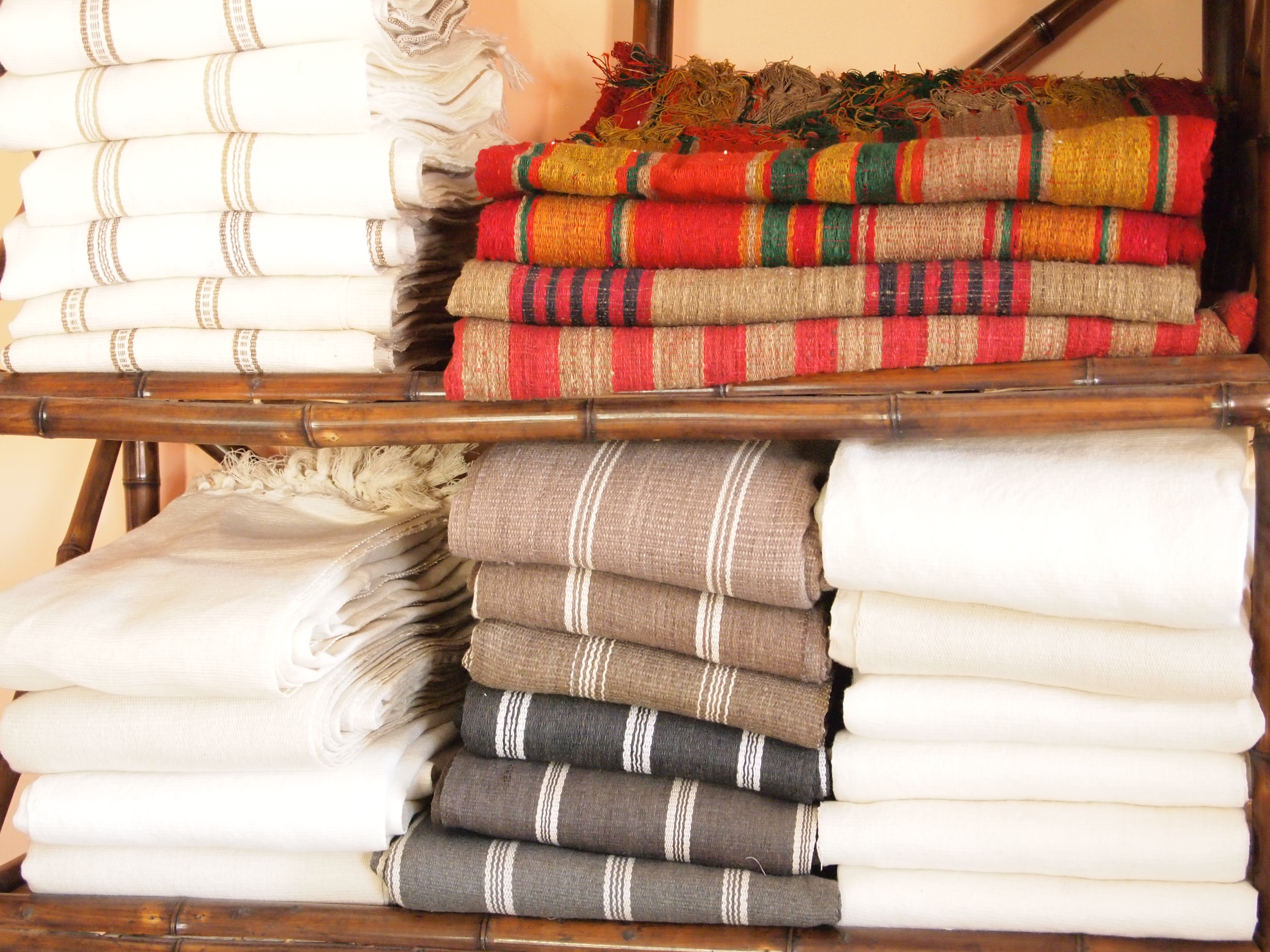
Lambas.

- Malagasy weaving (tissage malgache)
- Bertel, petit sac

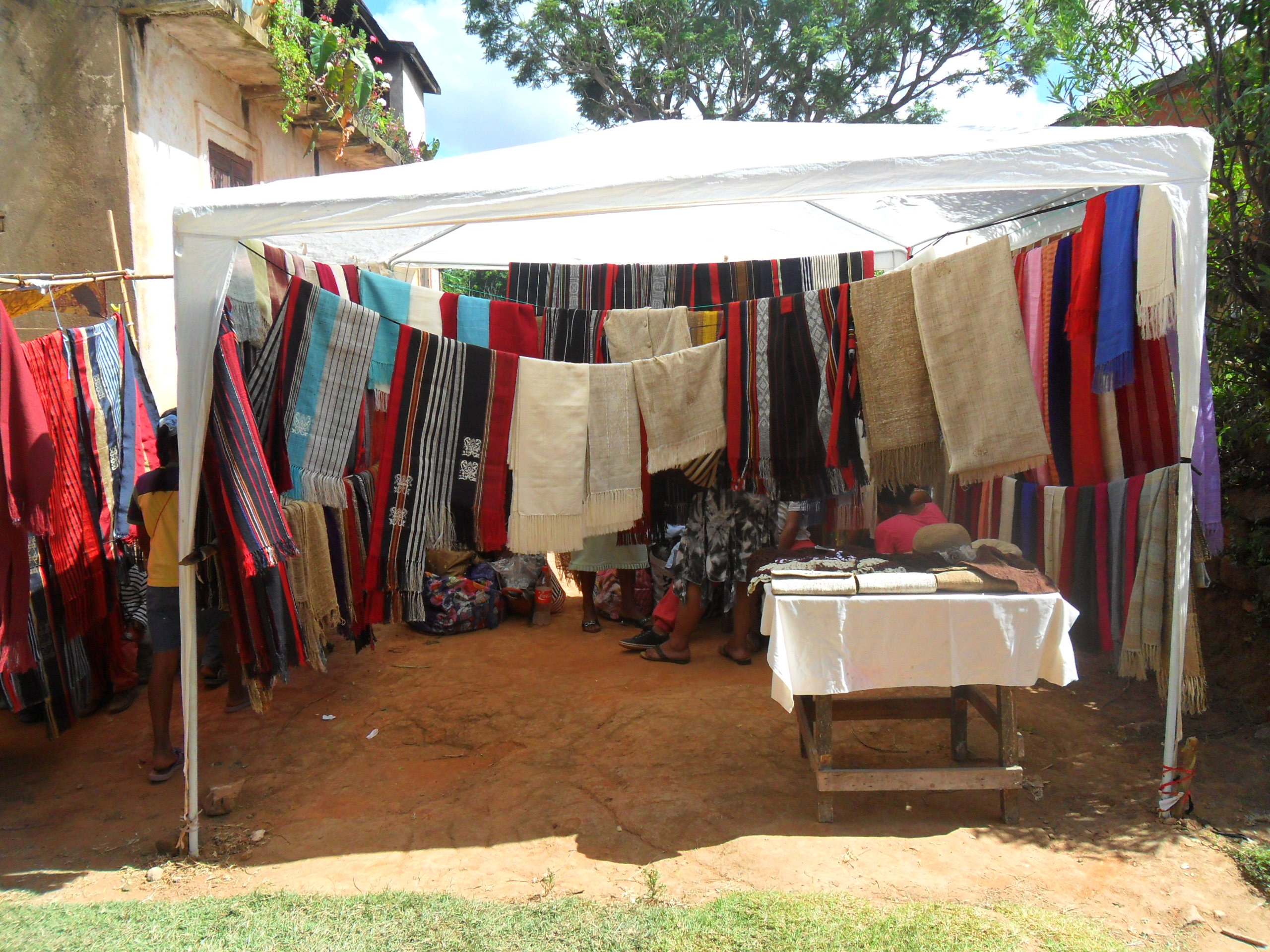
Suivant les traditions royales, les souverains ainsi que ses familles proches ne se vêtent que de tissus en soie tissés par les Andriandoriamanjaka d'Ambohidrabiby. La célébration du nouvel an malgache est l'occasion pour la famille royale de porter de nouveaux habits en soie. De nos jours encore, le tissage de la soie se pratique à Ambohidrabiby et s'y vend le jour de la célébration du nouvel an malgache.

- Suivant les traditions royales, les souverains ainsi que ses familles proches ne se vêtent que de tissus en soie tissés par les Andriandoriamanjaka d'Ambohidrabiby. La célébration du nouvel an malgache est l'occasion pour la famille royale de porter de nouveaux habits en soie. De nos jours encore, le tissage de la soie se pratique à Ambohidrabiby et s'y vend le jour de la célébration du nouvel an malgache.Lamba (Madagascar), cette pièce de tissu est incontestablement le produit artisanal malgache le plus original. Il est partie intégrante de la civilisation de l'île. Le lamba simple recouvre les épaules des femmes des hauts plateaux, il est en coton blanc ou tissé de soie sauvage d'andibe (une araignée qui confectionne des toiles géantes et dont la soie rappelle celle de nos vers européens). Le lamba plus large et bordé de rayures de couleurs sert de nappe de fête, dans la région des hauts plateaux. On le trouve décoré de broderies naïves. Le lambamena, c'est-à-dire linceul, en soie grège, est le plus solide pour résister à l'humidité des tombeaux. Mais il peut être aussi utilisé comme tentures ou tapisseries.

### Papier

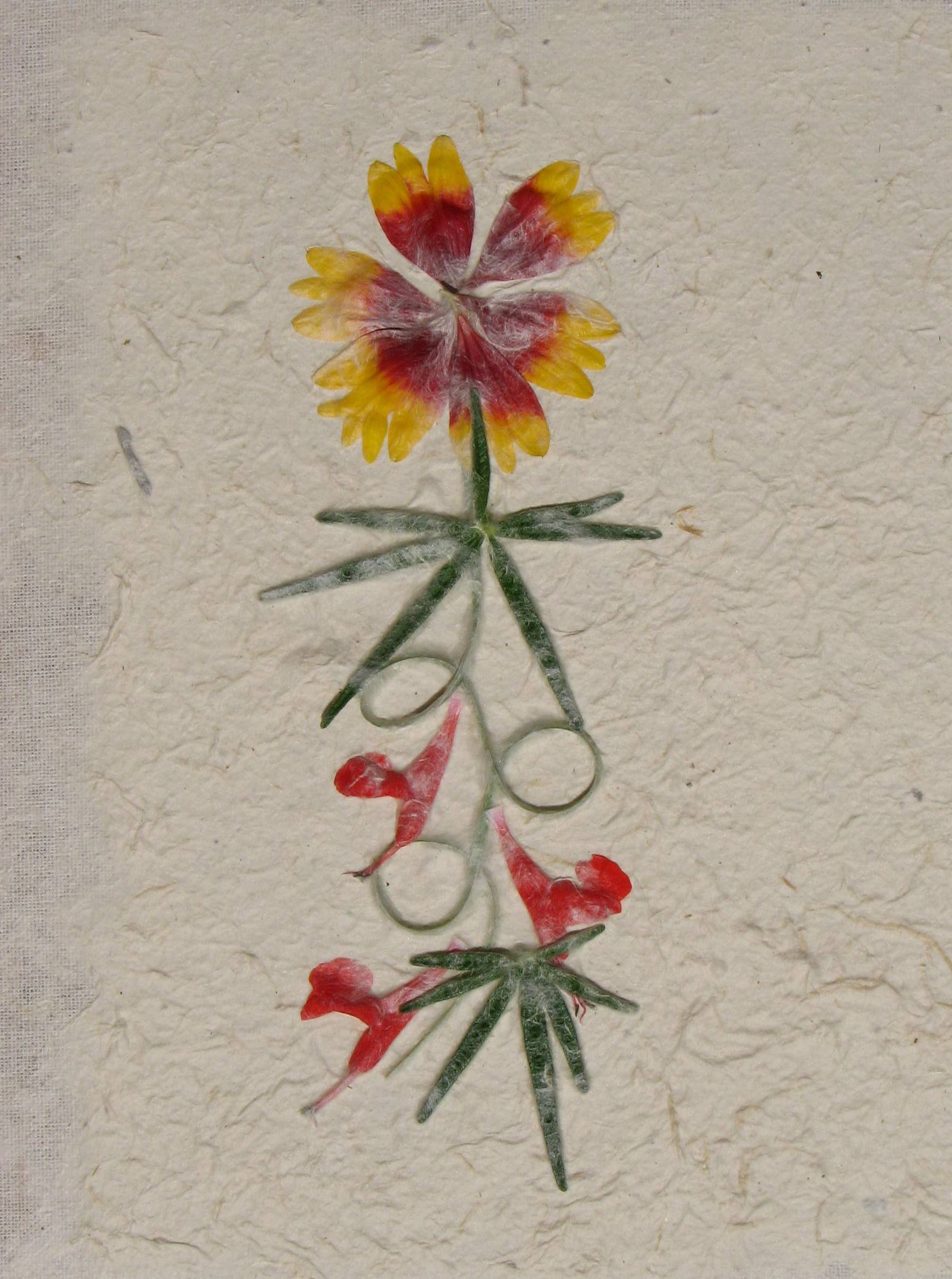
Papier Antaimoro, Ambalavao

### Bois

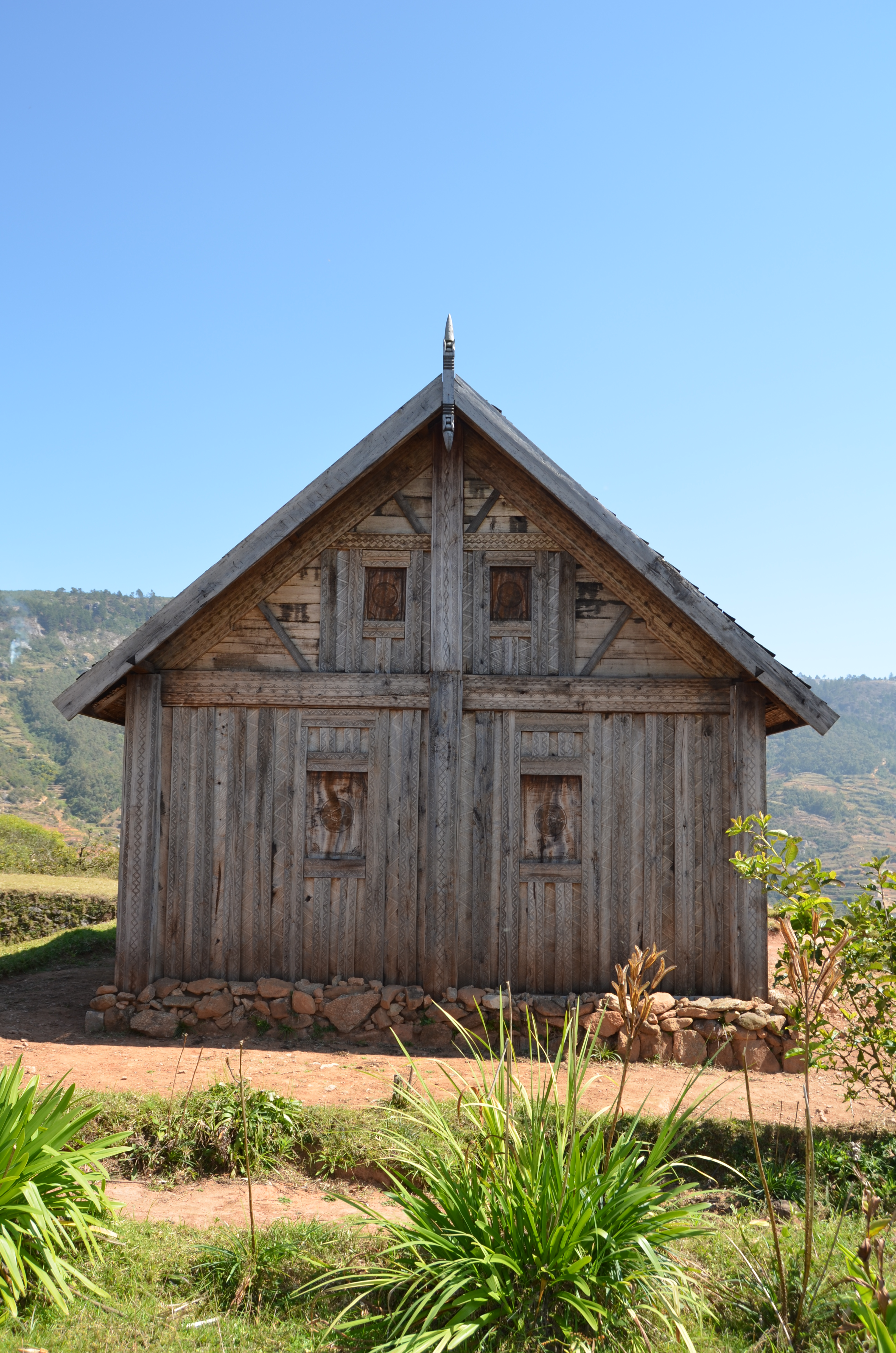
Palais royal en bois sculpté à Ambositra.

Encore aujourd'hui, le Malgache se singularise avec talent dans l'art du bois, qui s'enracine dans les traditions des peuples de la forêt. Ébène, bois de rose, palissandre, espèces connues et inconnues ont fourni le matériau principal à l'architecture jusqu'au XIXe siècle, aux sculptures ornant les tombeaux, dans le sud, au pays mahafaly, au bois de lit taillé aux ciseaux dans la région d'Antananarivo ou à la marqueterie d'Ambositra. Les masques sculptés dans le palissandre massif ou le bois de rose sont introuvables maintenant. Ils représentaient les différents types morphologiques des clans et des tribus. Cet art a disparu. On trouve encore des masques mahafalys dans le sud mais ils se rapprochent plus de l'art africain (ils sont creux et peints). Les boîtes à miel en forme de zébu ou les boîtes en bois vieilli aux dessins géométriques ont également presque disparu. Les motifs géométriques employés dans tout l'artisanat malgache (bois ou orfèvrerie) se réfèrent à un langage de signes dont la signification est malheureusement perdue. Si on ne compte plus de sculptures de masques, des artisans exposent encore des personnages en bois peint, habillés de tissus colorés et qui représentent différentes activités de la vie quotidienne. De jolies boîtes en bois de rose sont décorées de marqueterie naïve.

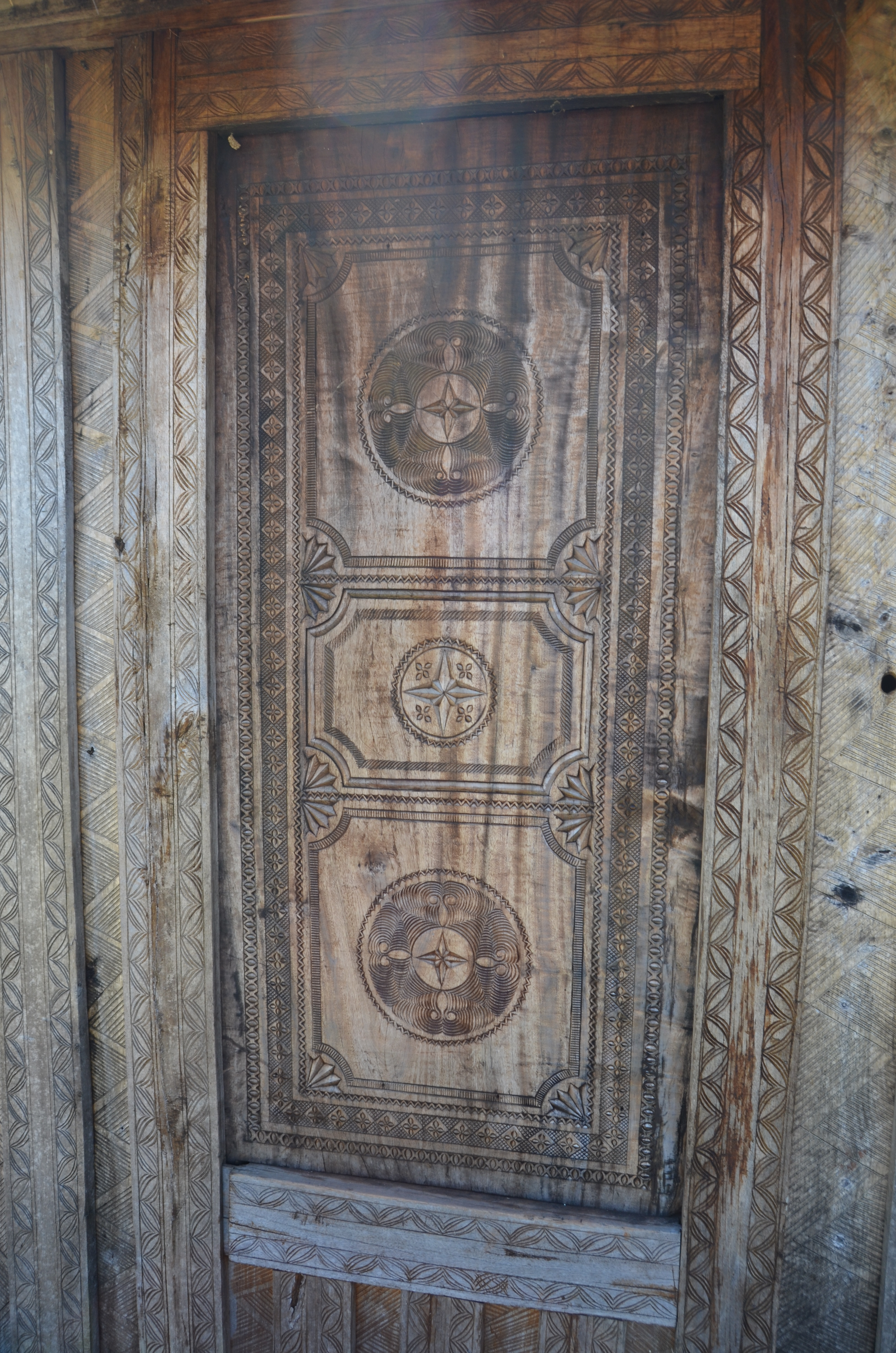
La porte en bois sculptée du palais royal d'Ambositra.

### Poterie, céramique, faïence
- Poterie à Madagascar

### Joaillerie, bijouterie, orfèvrerie

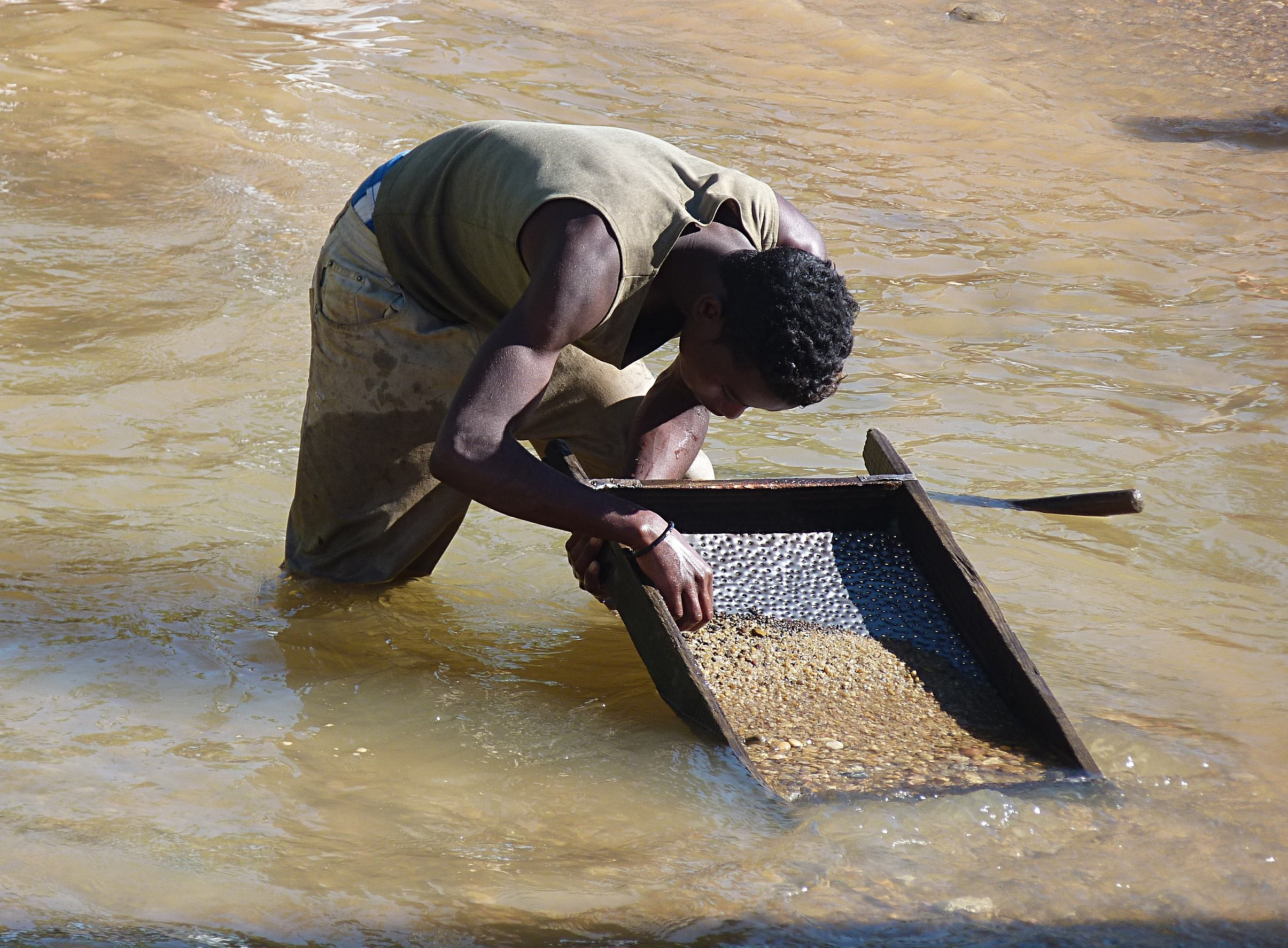
Prospectrice de pierres précieuses, Ilakaka, Madagascar.

Madagascar abonde en gemmes semi-précieuses très variées. On les trouve facilement au zoma (marché) d'Antananarivo, polies en « œufs » ou en « boules ». Les pierres les plus belles sont le béryl, l'améthyste, l'aigue-marine. Ces pierres semi-précieuses sont utilisées pour la fabrication de jeux de solitaire.

### Espace
- Architectes d'intérieur à Madagascar

### Artisanat d'Art

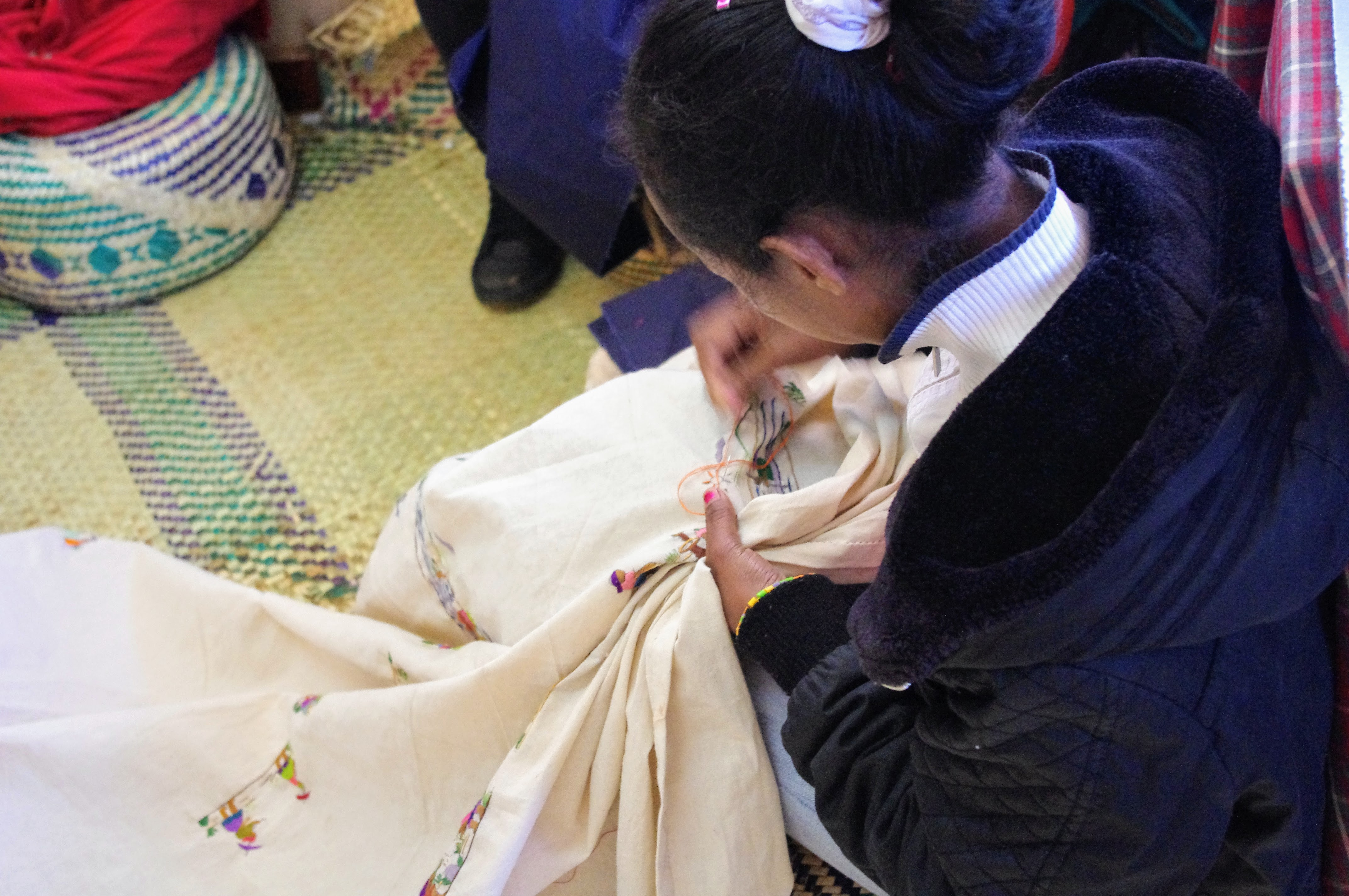
Une coopérative locale apprend aux filles à broder et à créer des articles utilisables pour la vente.

La broderie: Madagascar est célèbre pour ses nappes brodées
La marqueterie : Coffrets en bois marquetés
La reliure

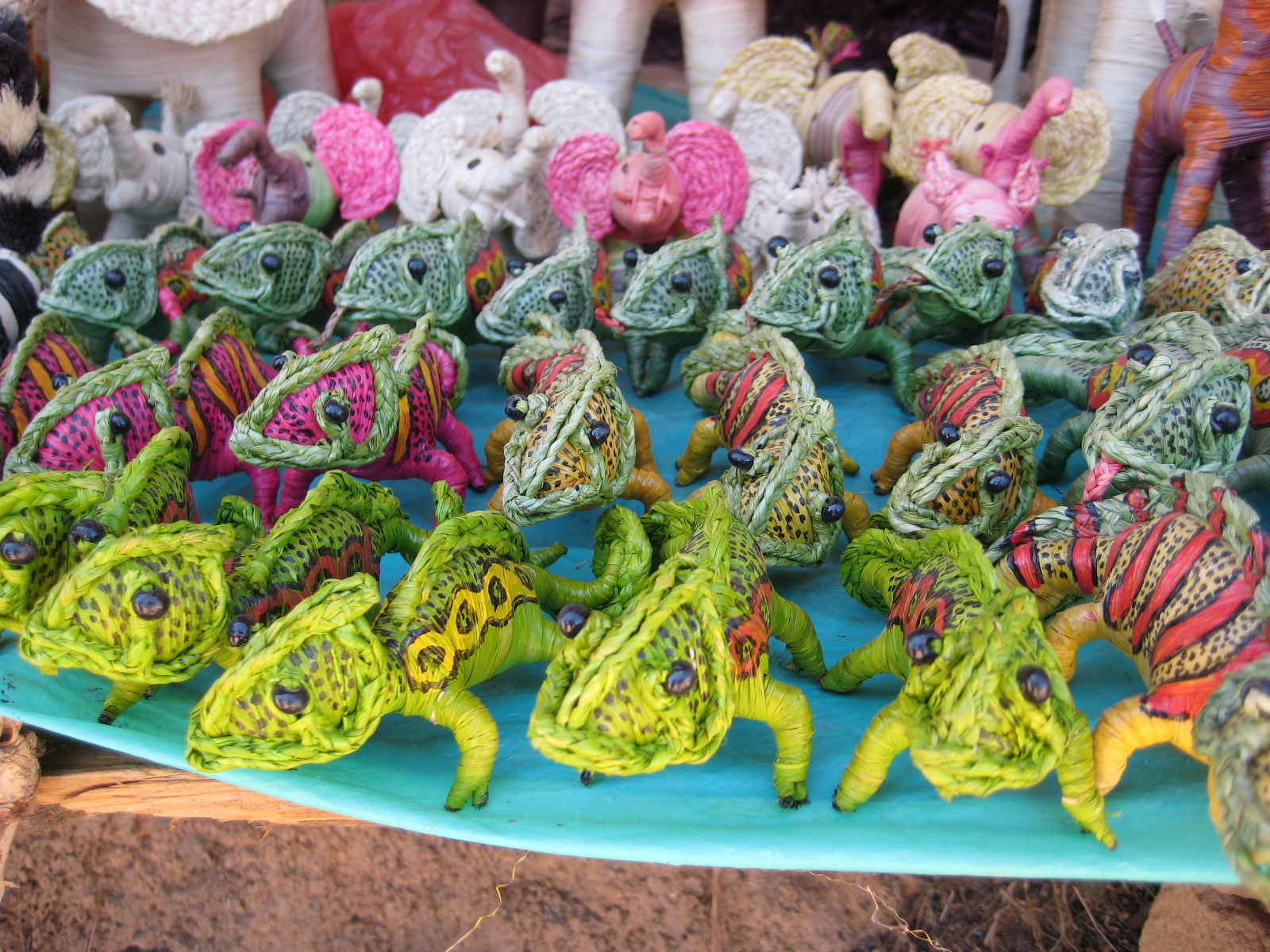
Animaux en raphia.

La rabanne : Construction d'objet en raphia

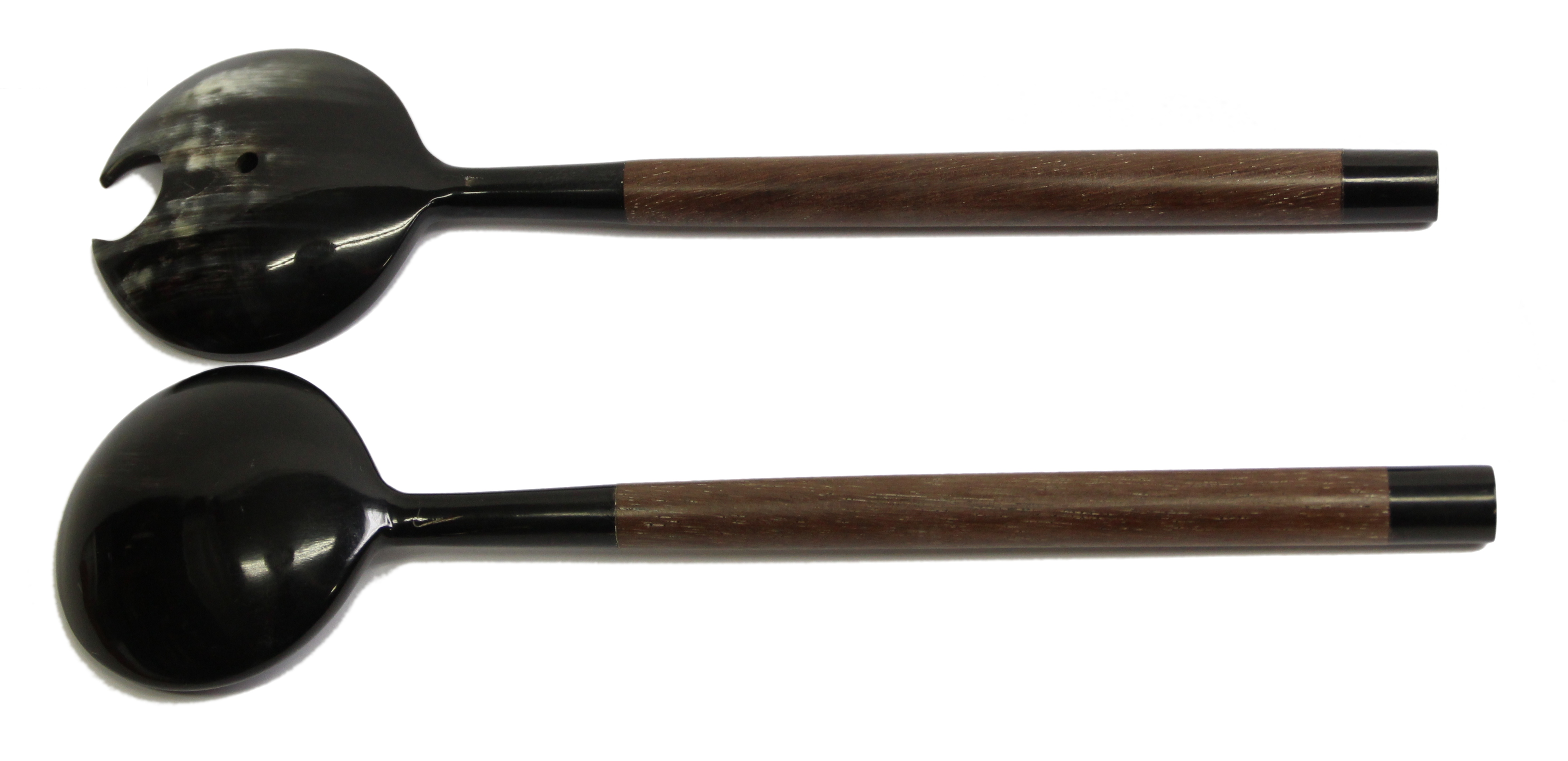
Couverts à salade en bois et corne de Madagascar.

La tabletterie : Le travail de la corne et de la nacre appliqué aux bijoux, couverts, cornets à dés, pions de jeux, plumiers, étuis à lunettes… Les cornes immenses du zébu - animal emblématique de Madagascar- offrent une matière très fine d’une grande variété de couleurs allant du noir à l’ambre clair. Sa mise en œuvre par les tabletiers rappelle celle d'une autre matière, issue d'une espèce protégée par la convention de Washington, l’écaille de tortue, encore utilisée mais qu'elle doit remplacer totalement. La nacre se trouve en abondance sur les côtes dans diverses espèces de coquillages parfois de grandes dimensions.
La lapidairerie : le travail des pierres dures. Du saphir au marbre, en passant par les arbres fossilisés l’île regorge de merveilles géologiques. Les pierres semi-précieuses (topaze, améthyste, aigue-marine, grenat et tourmaline) et les «pierres fines » ou les tranches d’arbre fossile, les ammonites, peuvent être intégrées à la joaillerie et à certains objets.
La liste de l'artisanat d'art malgache ne peut pas être close sans citer la bijouterie (notamment le travail de l'or en filigrane dans le nord et l'ouest, la fonte d’aluminium qui après moulage et brossage se prête aux usages du bronze en décoration (ville d'Ambatolampy), l'épais papier Antaimoro qui inclut dans la pulpe naturelle fleurs et tiges disposées avec art, les tapis en mohair du grand sud et enfin les maquettes de bateaux (Antananarivo)).
Parce qu'il apporte des ressources indispensables aux artisans locaux, parce qu'il utilise des matières issues de l'exploitation de ressources durables, l'artisanat malgache est un atout pour ce pays. 15 % des exportations malgaches sont représentées par l'artisanat pour un total de 44 milliards d'ariary (16 millions d'euros) en 2005. Le secteur est à 85 % informel, selon l'Institut national de la statistique. Aussi il est urgent de renouveler leurs débouchés. L'artisanat malgache est peu mis en avant par le commerce international de la décoration, qui exige des centaines de pièces identiques. Seuls 1,5 % des artisans exportent directement.

## Médias
- Télécommunications à Madagascar (en)
- Massmédia à Madagascar (en)
- Journalistes malgaches

En 2016, le classement mondial sur la liberté de la presse établi chaque année par Reporters sans frontières situe Madagascar au 164e rang sur 180 pays. Malgré une situation globalement calme, le débat démocratique reste limité. Les liens entre entreprises de presse privées et pouvoirs politiques sont clairement apparus lors des élections de 2013.

### Presse écrite
- Journaux à Madagascar, Liste de journaux à Madagascar : Presse écrite à Madagascar

### Radio
- De la Radio à Madagascar
- Liste des stations de radio à Madagascar

### Télévision
- De la Télévision à Madagascar
- Liste des chaînes de télévision à Madagascar

### Internet
- Internet à Madagascar (en)
- Médias en ligne à Madagascar
- Sites web malgaches d'information
- Blogueurs malgaches[27],[28],[29]

## Littérature
- Littérature malgache, De la Littérature malgache
- Œuvres littéraires malgaches, Livres malgaches
  - Au-delà des rizières (2012)
- Prix littéraires à Madagascar, Prix des Mascareignes
- Hain-teny
- Genres littéraires Betsileo, principalement à l'oral
- Ibonia, poème épique
- Littérature malgache sur ile-en-ile.org
- Indianocéanisme, Littérature de l'océan Indien
- Études postcoloniales[30]
- Francophonie, Institut français de Madagascar

### Auteurs
- Écrivains malgaches, Liste d'écrivains malgaches
- Écrivains malgaches par genre
- Jacques Rabemananjara, poète
- Ramilison (dit Besigara, dit Dadamily (1933-2009), poète, mpikabary, auteur d'œuvres d'opéra Hira Gasy
- Jean-Joseph Rabearivelo, écrivain poète
- Pierre Randrianarisoa, écrivain, poète, diplomate, homme politique
- Jean-Luc Raharimanana, écrivain
- Michèle Rakotoson, écrivain
- Solofo Randrianja, écrivain, historien
- Clarisse Ratsifandrihamanana, poétesse et écrivain
- Emilson Daniel Andriamalala, écrivain poète
- Élie Rajaonarison, écrivain poète
- Jean verdi Salomon Razakandrainy, écrivain poète
- Georges Andriamanantena, écrivain poète
- Celestin Andriamanantena, écrivain poète journaliste
- David Jaomanoro, écrivain

### Bande dessinée
- Bande dessinée malgache[31],[32],[33]
- Anselme Razafindrainibe
- Richard Rabesandratana[34] (-2017)

## Arts visuels
- Arts visuels, Arts plastiques
- Art urbain
- Art africain traditionnel, Art contemporain africain
- Artistes malgaches

### Peinture
- Peintures murales à Madagascar
- James Rainimaharosoa[35] (1860-1926)
- Henri Ratovo[36] (1881-1929)
- Louis Raoelina (sd, actif vers 1900)[37]
- Joseph Ramanakamonjy[38] (1898-1984)
- Georges Razanamaniraka[39](1900-1944)
- Roland Raparivo[40]
- Prix Joseph Ramanakamonjy
- Dox (1913-1978), poète
- Joël Andrianomearisoa

### Sculpture
- Aloalo[41], totem
- Jean Jacques Efiaimbelo
- Salomon Rakotomanana[42]
- Narcisse Ranarison (1963-)

### Architecture
- Architecture par pays
- Architecture de Madagascar (en)
- Architecture africaine traditionnelle

### Photographie
- Photographie à Madagascar
- Photographes malgaches (Pierrot Men)
- Maksim Seth[43]

### Graphisme
- Graphistes malgaches

## Arts du spectacle
- Arts de la performance à Madagascar
- Festivals artistiques à Madagascar

### Musique
- Musique malgache, Musique malgache (rubriques)
- Instruments de la musique malgache
- Musiciens malgaches, Compositeurs malgaches
- Chanteurs malgaches, Chanteuses malgaches
- Écoles de musique à Madagascar
- Jazz à Madagascar
- Salegy, rythme
- Variété malgache 2018[44]

Les Malgaches sont connus par leur créativité, en particulier la musique. Bien que géographiquement éloigné des circuits internationaux, en effet, Madagascar commence à bénéficier d'une audience internationale pour la qualité de sa musique et de ses musiciens, tant sur le plan traditionnel et traditionnel modernisé (musique du monde ou world music) que moderne (jazz, world jazz, gospel,rock, hip-hop). De nombreux artistes sont reconnus internationalement tels Rakoto Frah, Tony Rabeson, Silo Andrianandraina, Solorazaf, Hanitra, Nicolas Vatomanga.
Le film documentaire Songs for Madagascar (2017) du brésilien Cesar Paes présente l'aventure du Madagascar All Stars en 2015 et 2016 : Dama Mahaleo, Olombelona Ricky (en), Erick Manana, Régis Gizavo (1959-2017), Eusèbe Jaojoby (1955-), Justin Vali.
Dans un domaine plus classique, Madagascar possède un riche patrimoine avec le spectacle chanté populaire, opéra ou opérette, Hira Gasy ou Vakodrazana, qui remonterait au XVIIIe siècle. Composées de paysans-artistes (dont les ancêtres furent les mpihiran'ny Andrianana engagés par le roi Andrianampoinimerina à l'époque de l'édification des grandes rizières, les compagnies rassemblent chaque année des centaines de milliers de spectateurs.[réf. nécessaire] Un art ancestral, un art vivant, un art sacré.

### Danse
- Danse à Madagascar, Danse à Madagascar (rubriques)
- Liste de danses traditionnelles à Madagascar, Danse populaire malgache, Bahoejy
- Danseurs malgaches, Danseuses malgaches

Chorégraphes malgaches
- Compagnies de danse à Madagascar
- Tarika Ramilison Fenoarivo
- Ariry Andriamoratsiresy, Danse contemporaine à Madagascar[49], 2003
- François Bensignor, Danser Madagascar[50], article 1994

### Théâtre

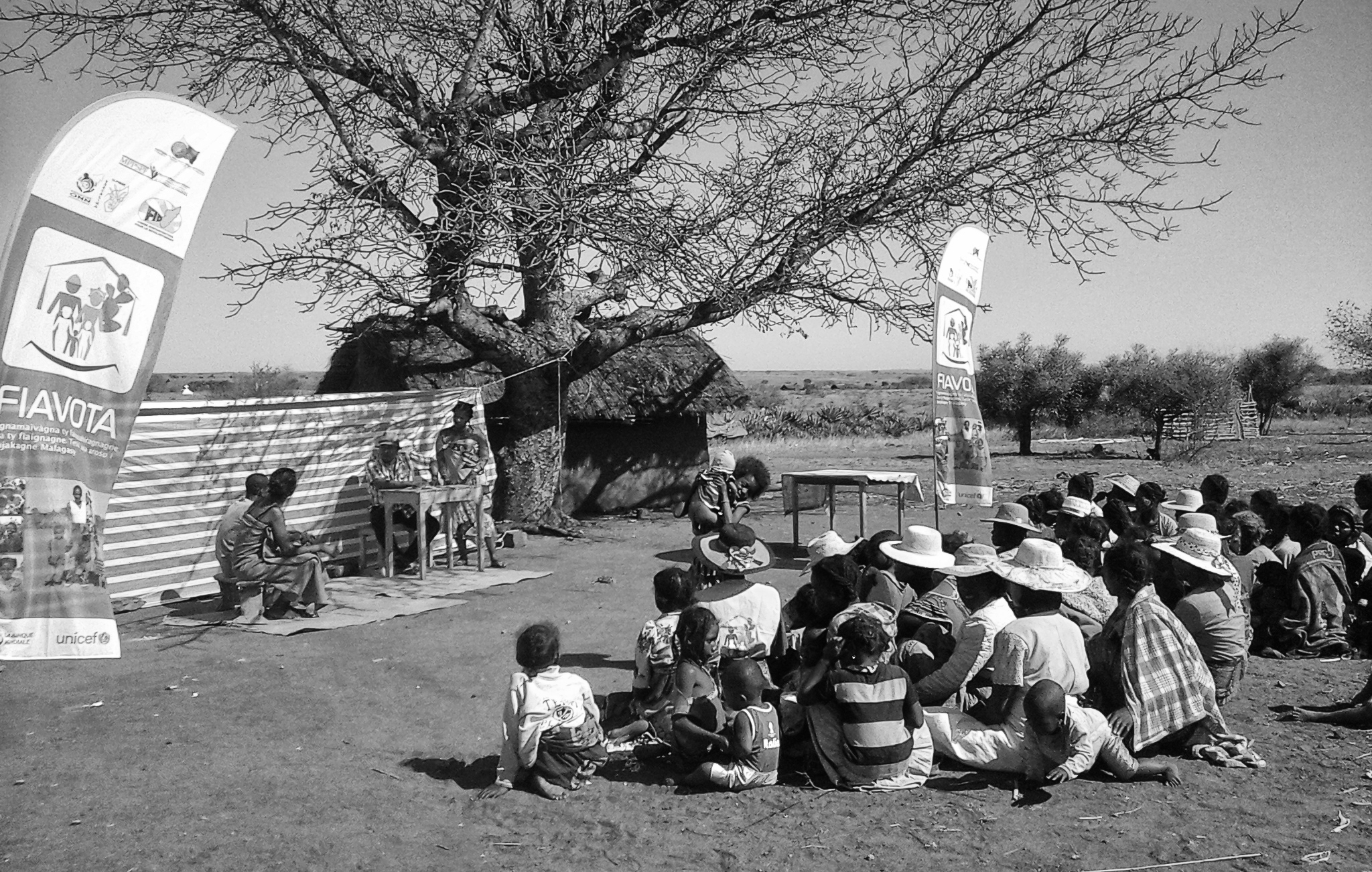
Spectacle en plein air dans la brousse.

- Théâtre malgache, Théâtre malgache (rubriques)
- Vakodrazana ou hira gasy[51], théâtre populaire chanté, opérette
- Troupes et dramaturges malgaches :
  - Ramilison Besigara Dadamily[52] (1934-2009)
  - Tarika Ramilison Fenoarivo depuis 1986
  - Perline Razafiarisoa (1963-2007)

### Autres: marionnettes, mime, pantomime, prestidigitation
- Art de la marionnette à Madagascar[53],[54]

### Cinéma

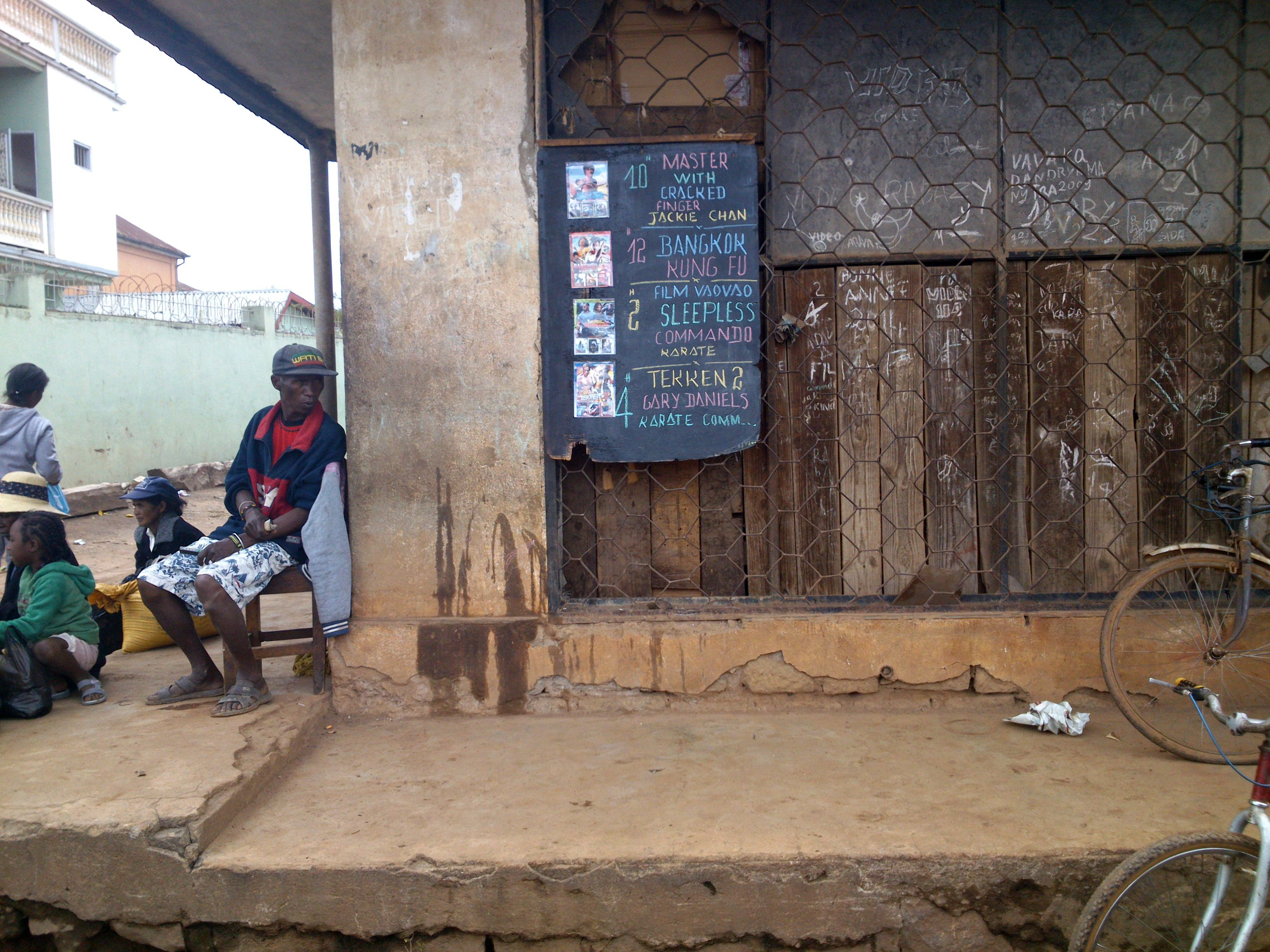
Salle de cinéma à Madagascar

- Cinéma malgache, Aspects du cinéma malgache
- Réalisateurs malgaches, Scénaristes malgaches
- Acteurs malgaches, Actrices malgaches
- Films malgaches, Films documentaires malgaches, Films d'animation malgaches
- Angano... Angano... nouvelles de Madagascar

#### Réalisateurs
- Alexander Abela[55]
- Luc Bongrand (Dadalira mémoire des Antanala, HIragasy, Solo le décodeur de la brousse, Remandindry de la brousse à la scène, Nomades du lagon, Savika, POlyphonies paysannes Betsileo, Rouge Fanfare...
- Laza
- Lova Nantenaina (1977-) : Ady Gasy (2014)
- Raberojo : La mort de Rasalama (1947)
- Raymond Rajaonarivelo (1955-), réalisateur : Tabataba (1988)...
- Abel Rakotozanany : Le prix de la paix (1987)
- Benoît Ramampy[56]
- Mamihasina Raminosoa
- Sitraka Randriamahaly : Varavarankely (2010]
- Gégé Rasamoely
- Ignace-Solo Randrasana[57]: Very Remby (Le retour) (1973)[58]

#### Années 2010
L'arrivée du numérique a permis un redémarrage de la production de films. Madagascar n'a plus aucune salle de cinéma en activité, mais depuis 2006 un festival de cinéma, Les Rencontres du Film Court.
Le cinéma d'animation semble se développer.
Parmi les films récents diffusés dans l'hémisphère nord : Je veux ma part de terre, Ady Gasy.
Frédéric Lambolez et Jean-Marie Pernelle réalisent en 2013 un film documentaire, Je veux ma part de terre (66 min) sur l'accaparement des terres, dans trois pays de l'Océan Indien, Madagascar, Maurice et La Réunion.
En 2014, Lova Nantenaina (1977-) réalise Ady Gasy (à la malgache) (2014, 1h24), film documentaire, chant d'amour à la débrouillardise d'une bonne part du peuple malgache, loin du Madagascar d'en haut. Le film entrecroise une dizaine de métiers de l'économie informelle : Les Chinois fabriquent les objets, les Malgaches les réparent. Une troupe culturelle et le film visent à valoriser cette âme malgache : débrouille, ingéniosité, récupération, recyclage. Ces pauvres, sans misérabilisme, revendiquent traditions, dignité, fierté, fraternité, solidarité.

#### L'héritage audiovisuel et ses moyens de conservation
Comme le souligne Africacom (voir lien Internet) « Les archives principales des XXe et XXIe siècles sont enregistrées dans des documents vidéos et audios. À cause de la méconnaissance de la valeur des archives et de l’absence d’une culture des archives, Madagascar a perdu une grande partie de ses archives audiovisuelles, délibérément, par défaut de stockage ou tout simplement par faute de moyens matériels et financiers ».
Un plan de Sauvegarde, Conservation et Valorisation des Archives Audiovisuelles de Madagascar est en œuvre à Madagascar. Il est né de la rencontre de Mme Monique Juliette Razafy (chef monteuse et cinéaste) avec M. Didier JC Mauro (chargé de mission de l’INA[http www.ina.fr] à Madagascar), lors d'une conférence sur Le Film de Court métrage prononcé le Dr Mauro, au centre Culturel Albert Camus d'Antananarivo, en mai 2006.
Puis M. Emmanuel HOOG (alors PDG de l'INA puis Président Directeur général de l'Agence France) effectua une mission à Madagascar et signa un protocole de partenariat impliquant des partenaires malgaches et l'INA.
Depuis 2006, une association malgache chargée de la sauvegarde, la conservation et la valorisation du patrimoine audiovisuel de Madagascar a été mise en place. Présidée par Mme Monique Razafy, basée à Madagascar, l'association FL@H (qui compte parmi ses membres fondateurs des personnalités de la culture et de la communication, tels que MM. Tsilavina Ralaindimby et Samuelson Rabenirainy) a entrepris depuis lors un travail de protection de cet héritage cinématographique et télévisuel.
Selon Wikinoticia :« Près de 1 400 rouleaux de film, représentant 600 heures d'images en 16 et 35 mm, les formats sont en cours de restauration, unie et numérisés. En 2007, Fl @ h a lancé un projet à long terme qui, en 2010, à Dublin reçu le prix du meilleur projet vidéo Archives, décerné par la Fédération internationale des archives de télévision. Ce projet restauré Nouvelles de Madagascar, un film d'actualités qui était souvent présent dans les salles de cinéma avant, et couvrant la période allant des années 1950 à la Déclaration d'Indépendance. Il est un trésor inestimable, ce qui rend Madagascar l'un des rares pays africains à avoir des images de leur indépendance..."
Un film sur la Déclaration d'Indépendance de Madagascar a été présenté par Tsilavina Ralaindimby à Paris, lors de commémorations de 1960 (proclamation de la République, 14 octobre 1960).
Comme le souligne Africacom : « Les archives audiovisuelles malgaches n’échappent pas à l’usure du temps. Malgré les efforts de l’association Fanajariana Lova @ Haino aman-jery (FL@H) dans leur restauration et dans leur préservation, le volume de travail reste immense ».

### Autres
- Jeu vidéo à Madagascar : engouement[61],[62], création[63]

## Tourisme
- Tourisme à Madagascar, Tourisme à Madagascar (rubriques)
- Wildlife of Madagascar
- Faune de Madagascar, Liste des espèces d'oiseaux de Madagascar, List of mammals of Madagascar

## Patrimoine

### Musées et autres institutions
- Liste de musées à Madagascar
- List of museums in Madagascar

### Liste du Patrimoine mondial
Le programme Patrimoine mondial (UNESCO, 1971) a inscrit sur sa liste du patrimoine mondial à Madagascar (au 12/01/2016) : Liste du patrimoine mondial à Madagascar. En avril 2022, suite à trente années de démarches initiées par feu M. Ramilison dit Besigara, artiste et mpikabary, le Ministère de la Communication & de la Culture a présenté à l'UNESCO une demande d'inscription de l'opéra Hira Gasy de Madagascar, dont l'histoire remonte au XVe siècle, et qui est un art vivant rassemblant des centaines de milliers de spectateurs.

### Liste représentative du patrimoine culturel immatériel de l’humanité
Le programme Patrimoine culturel immatériel (UNESCO, 2003) a inscrit sur sa liste du patrimoine culturel immatériel de l'humanité à Madagascar (au 15/01/2016) :
- 2008 : Le savoir-faire du travail du bois de la communauté des Zafimaniry[64].

### Registre international Mémoire du monde
Le programme Mémoire du monde (UNESCO, 1992) a inscrit dans son registre international Mémoire du monde (au 15/01/2016) :
- 2009 : Archives royales (1824 – 1897)[65].

### Discographie
- Les littératures des îles de l'océan Indien par Jean-Louis Joubert, (enregistrement lors de la rencontre Couleur saphir, no 91, du 27 février 2004), ARCC, Paris, 51'

### Filmographie
- Madagascar, l'opéra du peuple, film de Emeline Raholiarisoa, Paris, 90 minutes, L'Harmattan TV, 2020 (DVD)
- Sur la piste des guérisseurs, film documentaire de Dominique Lenglard, SIIS Interimage, Arcueil, 1994, 26 min (VHS)
- Ravao la potière, film documentaire d'Aimé Fournel, Cerimes, Vanves, 21 min (DVD)
- Sambatra : la circoncision chez les Antambahoaka de Mananjary (Madagascar), film documentaire de Yves Rodrigue, 1995, 54 min (DVD)
- Exhumation, film documentaire d'Aimé Fournel, Cerimes, Vanves, 200.?, 9 min (DVD)
- Madagascar l'autre voyage, triptyque de 3 films de Didier Mauro, Paris, Bonnepioche production & Voyage, 3X55', 2001.(DVD)
- Dadalira, mémoire des Antanala, film documentaire de Luc Bongrand, Centre de ressources et d'information sur les multimédias pour l'enseignement supérieur, Vanves, Adavision, 2000, 26 min (DVD)
- Madagascar, terre de missionnaires, film documentaire de Nadine Picard, Human Doors, Strasbourg, 2005, 50 min
- Une ombre entre deux roues, film documentaire de Gaël Mocaër, ICTV, Paris, 2005, 52 min (DVD)
- Les tromba de Zalifat, film documentaire de Raymond Arnaud, L'Harmattan vidéo, Paris, 2007, 45 min (DVD)
- Rary, entre deux scènes, entre deux mondes, film documentaire de Raymond Arnaud, L'Harmattan vidéo, Paris, 2007, 80 min (DVD)
- Le Sambatra de Mananjary, film documentaire de Raymond Arnaud, L'Harmattan, Paris, 2007, 45 min (DVD)
- Nomades du lagon, film documentaire de Luc Bongrand, RFO, F.M.C, CERIMES, Vanves, 2008, 52 min (DVD)